# Ruínas romanas de Milreu
As Ruínas romanas de Milreu ou Ruínas de Estói são um importante conjunto arqueológico em Estoi, no município de Faro, em Portugal. É composto principalmente pela abastada villa romana de Sambada ou Sambata, com termas anexas, e os vários edifícios em redor, incluindo um templo, mausoléus, e diversas estruturas industriais e comerciais. Também inclui uma casa quinhentista, que foi construída em cima das ruínas. As ruínas são famosas em Portugal e no estrangeiro devido às suas termas, pelo seu templo e pelos painéis de mosaicos. A villa foi habitada desde o século I e sofreu grandes obras de modificação nos séculos seguintes, enquanto que o templo pagão, construído no século IV, foi posteriormente aproveitado pelas religiões cristã e muçulmana. Consideradas um dos mais importantes conjuntos arqueológicos do período romano em Portugal, foram classificadas como Monumento Nacional em 1910. O complexo arqueológico inclui um centro de interpretação, para apoio e informação aos visitantes.

## Descrição

### Localização
O complexo de Milreu situa-se na freguesia de Estói, parte do concelho de Faro. Estói está situado no interior do Algarve, numa região conhecida como Barrocal. Milreu ocupa uma posição junto ao Cerro do Guelhim, uma colina na margem esquerda do Rio Seco, no sopé da Serra de Monte Figo.
A villa foi construída num outeiro de reduzidas dimensões, que se prolongava num esporão, e que a Ocidente tinha várias nascentes de água. Na outra margem do Rio Seco passaria muito provavelmente uma importante estrada romana de Ossónoba (Faro) a Pax Julia (Beja), que possivelmente terá estado ligada à villa por um caminho com ponte sobre o rio, talvez localizada no sítio da moderna ponte. A rua que dividia o complexo de Milreu fazia muito provavelmente parte deste caminho, assegurando desta forma bons acessos entre a villa e outros centros de produção na região, com destaque para a importante cidade portuária de Ossónoba. A localização da villa, perto de boas estradas de acesso ao resto do território, espalhava as recomendações do escritor romano Columela sobre a instalação das colónias agrícolas na sua obra Res Rustica.
Milreu é um dos três núcleos romanos situados nas imediações da importante povoação romana de Ossónoba, correspondente à moderna cidade de Faro, sendo os outros dois a antiga villa de Quinta do Marim, e a cidade de Balsa. O investigador José d'Encarnação avançou a teoria de que, devido à sua riqueza arquitectónica e decorativa, a villa de Milreu seria a residência temporária do governador provincial romano, sedeado em Ossónoba.

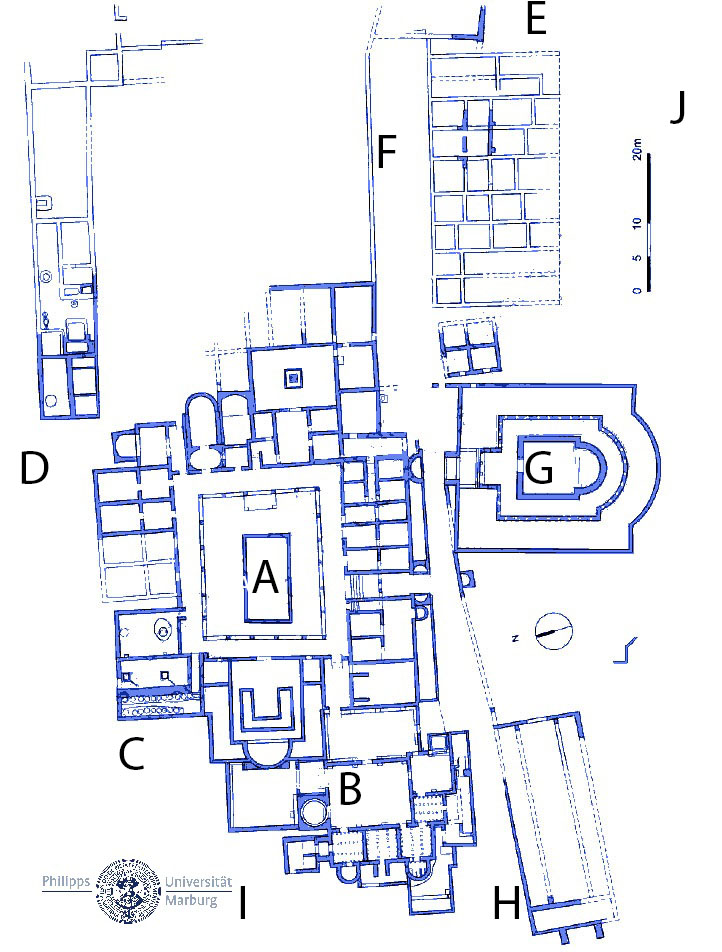
Plano urbano de Milreu, excluindo a casa seiscentista construída em cima das ruínas. Legenda: A - edifício residencial; B - termas; C - lagar de azeite; D - adega; E - mausoléu; F - habitações para trabalhadores; G - templo; H - edifício comercial; I - zona ajardinada

### Composição
Segundo a classificação do escritor romano Catão, as villas estavam normalmente divididas em duas zonas principais, a parte urbana (pars urbana), correspondente às estruturas residenciais, e a parte rústica ou agrícola (pars rustica), que englobava as instalações de apoio agrícola. No caso de Milreu, a parte urbana incluía o edifício residencial com as termas anexas e um templo. A parte rústica era constituída por várias estruturas de produção, incluindo uma adega, um lagar para azeite com cinco prensas, e um conjunto residencial para servos. Esta disposição urbana, com a villa rodeada de edifícios de apoio, como oficinas e residências térreas, era comum no Império Romano. Também junto à villa existia um edifício comercial, provavelmente um armazém, e mais afastadas estavam duas estruturas funerárias. Devido ao terreno inclinado, os edifícios romanos foram construídos em terraços. O complexo era atravessado por uma estrada com pavimento de lajes irregulares (lithostrotum - litóstroto) que corria no eixo Oeste - Este, que dividia a povoação e onde se situavam os principais edifícios. Esta estrada correspondia ao conceito romano do Decúmano (decumanus), adoptado a partir dos planos utilizados nos campos militares.
Posteriormente foi construído um centro de interpretação, de forma a prestar informações sobre as ruínas aos visitantes.
Estácio da Veiga, que fez as primeiras investigações arqueológicas em Milreu, considerou na época que as ruínas pertenciam à cidade romana de Ossónoba e descreveu-as da seguinte forma: «onde pus à vista a famosa catedral de Ossónoba [...] descobri um opulento edifício balneário com 58 compartimentos, casas de habitação, oficinas industriais, arruamentos, canalizações, e nas ombras do Cerro de Guelhim o cemitério da cidade pagã, inteiramente separado dos monumentos e jazigos cristãos que torneavam o majestoso templo, de ordem coríntia, nos seus dois claustros circundantes e até invadiram o âmago da própria catedral. [...] No plano inferior ao dos pavimentos desses nobilíssimos edificios recamados de preciosos mosaicos e alicerces dos seus muros marchetados de mármore e pórfiros estavam os assentamentos de outros mais antigos predecessores, que usavam instrumentos de pedra.».

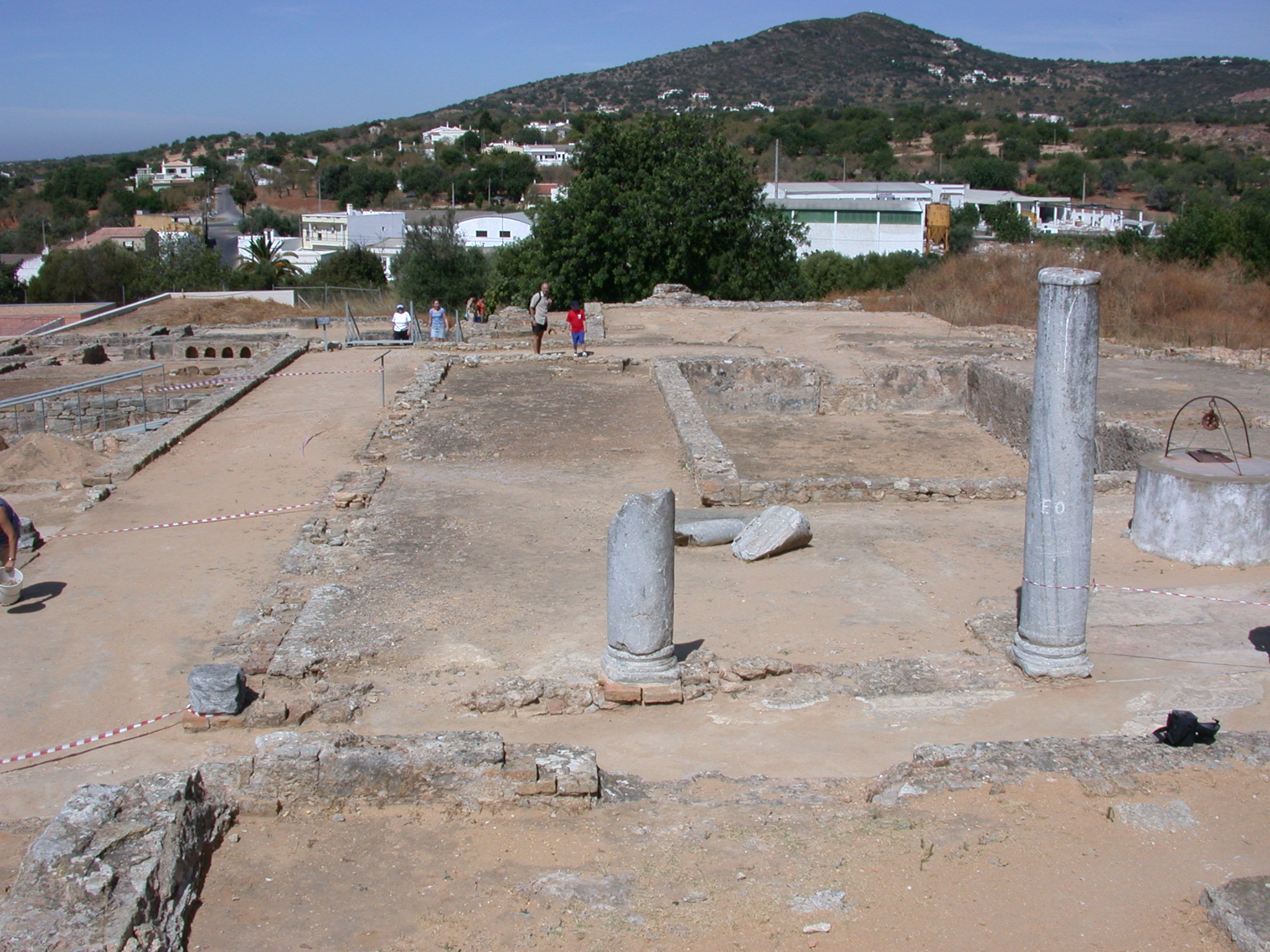
Vista geral do átrio, com o implúvio rodeado por passeios, vendo-se à direita um poço e o resto de duas colunas. Do outro lado do átrio estavam o triclínio, e ao fundo à esquerda as termas. Atrás das árvores está situada a moderna localidade de Sambada

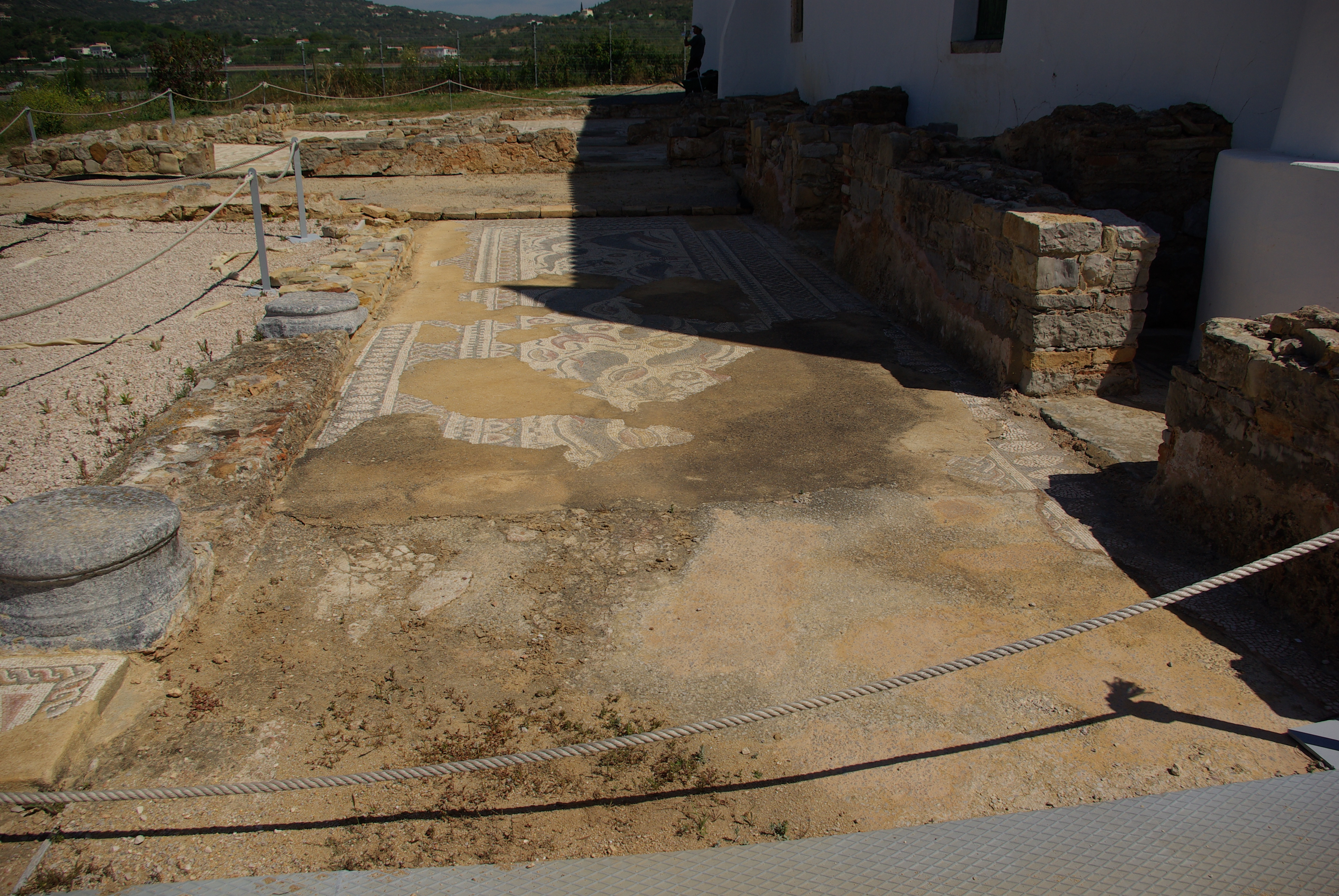
Zona oriental do peristilo, mostrando um tapete de mosaicos com cenas marinhas.

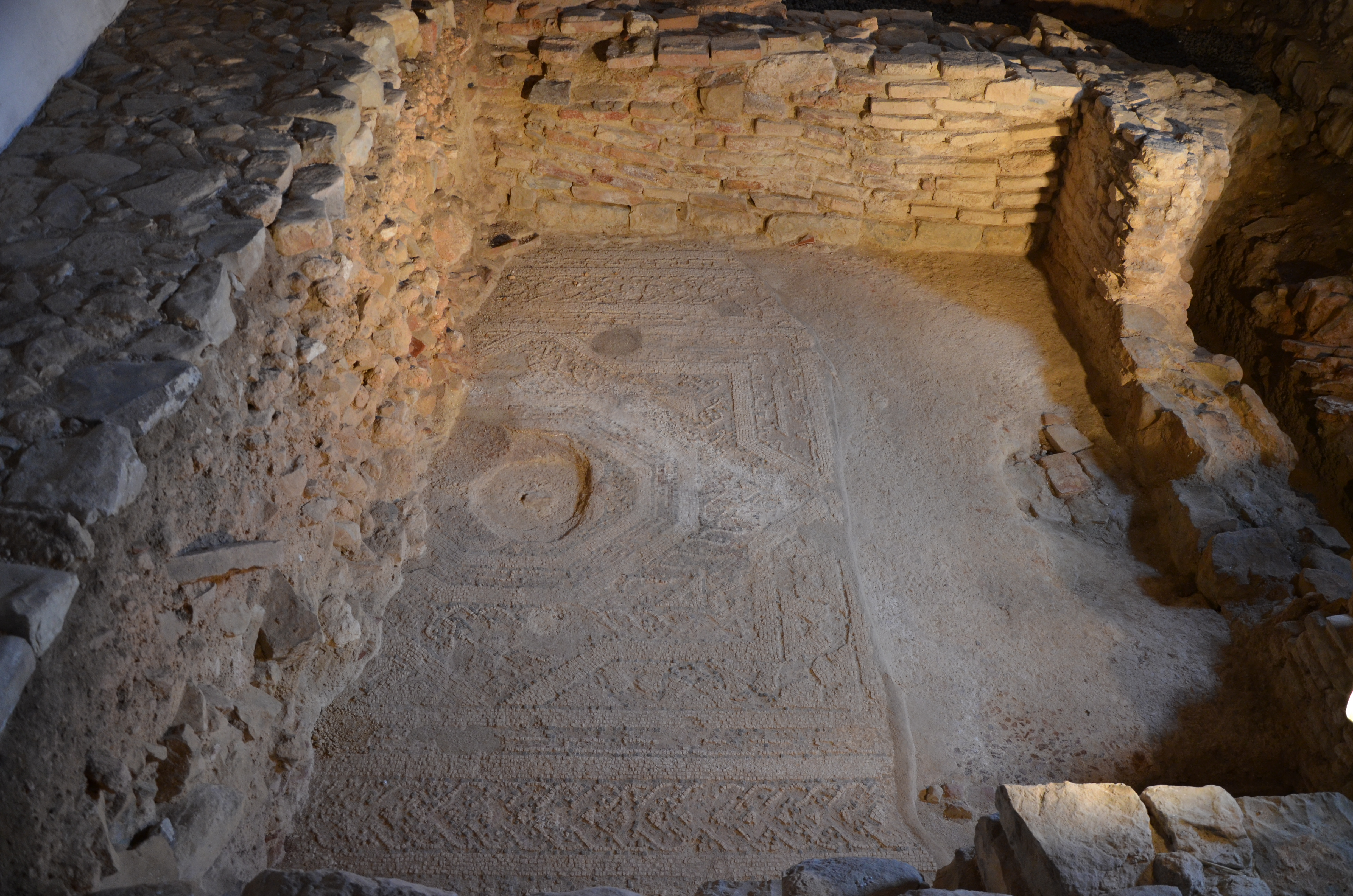
Interior de uma das salas sobre as quais foi construída a casa rural.

#### Casa romana
O principal edifício da parte habitacional de Milreu era uma grande casa (villa) de uma abastada família romana, que fazia conjunto com um edifício termal. A villa, ou casa de campo, foi um conceito muito difundido durante a civilização romana, sendo normal os cidadãos mais abastados deslocarem-se com as suas famílias desde as casas nas cidades até às villas durante os períodos das férias.
O complexo residencial de Milreu era de grandes dimensões, contando com um grande número de salas. O espaço exterior em frente da porta principal no lado Sul (ianua - jânua) era ladeado por dois tanques semicirculares, que originalmente estavam cobertos por cúpulas semi-esféricas. Passando pela porta acedia-se ao vestíbulo (vestibulum), que nos anos finais foi subdividido por muros, e cujo pavimento estava decorado com mosaicos geométricos, como pode ser comprovado pelos fragmentos de cerâmica que foram encontrados. O vestíbulo dava acesso a um corredor (prothyrum - prótiro) com um lanço de escadas, de forma a vencer a diferença de altura da zona residencial, que viria a ser posteriormente coberto por uma rampa.
A porta do prótiro dava acesso ao átrio (atrium) ou peristilo (peristilum) – um pátio central em redor do qual a casa se organizava e pelo qual se acedia à maior parte das divisões. Entre as divisões em redor do átrio estavam vários quartos (cubicula - cubículos), alguns deles destinados a visitantes, um triclínio (triclinium, uma sala de jantar formal) e salas de estar. O átrio, no estilo coríntio (corinthium), tinha forma rectangular, era descoberto no centro e tinha arcadas de passeio com cobertura de telha. Media 24,30 x 28 m e as galerias tinham uma largura de 3 m. Ao centro possuía um tanque de água onde poderiam viver peixes, junto ao qual existiria provavelmente um jardim. As colunas eram feitas de mármore cinzento e o espaço entre elas, de cerca de um metro de largura, estava ornado com galerias rendilhadas também de mármore. Restaram apenas duas bases de colunas, em tijolos segmentados, mas que apresentam ainda vestígios de estuque pintado. O lado maior do peristilo tinha oito colunas e o lado menor seis. No átrio também existia um poço de água potável (puteus).
Nas casas romanas, o átrio era o principal espaço de convívio da família. A abertura central deixava passar a luz natural, que era aproveitada ao máximo devido aos primitivos e perigosos métodos de iluminação artificial da época. Geralmente, também era no átrio que estavam instalados os altares dos deuses adorados pelos proprietários – os Penates.
O fornecimento de água para as termas era feito através do implúvio (impluvium), um tanque central no átrio que guardava a água da chuva, que era por sua vez alimentado por um grande reservatório, o dividículo (dividiculum), que também era utilizado como piscina para natação (piscina natalis). A água era transmitida do implúvio por um orifício para despejo de águas (emissário - emissarium) sendo depois conduzido por canos (plumbum) de chumbo até ao templo e às outras divisões da casa, incluindo as termas e um reservatório de água (aquário - aquarium). A alimentação de água também era feita através de canos, que se iniciavam em nascentes na encosta e terminavam no reservatório.
Também existia um outro pequeno átrio, em redor do qual estavam os compartimentos mais privados da casa, decorados com mosaicos geométricos. Este átrio media 12,50 por 9 m, e tinha uma fonte com repuxo no centro. Num quarto no lado Sul foi encontrado um fragmento de mosaico mais antigo, também com desenhos geométricos, enquanto que perto da fonte foram desenterrados fragmentos de talhas do século I ou II, o que prova que aquela área foi originalmente ocupada por um armazém.
A Norte da zona privada, existia uma série de três compartimentos, no topo das quais foi construída a casa rural. O primeiro era uma sala rectangular com cerca de 11 m, que tinha uma antecâmara quadrada e terminava numa ábside, e que foi parcialmente encoberta pela cara rural. Estava decorada com mosaicos geométricos, que podem ser atribuídos aos finais da civilização romana. Ao lado estava uma sala semelhante, também terminando em ábside mas de forma ligeiramente diferente, e com uma antecâmara circular. Ambas as salas foram construídas com pavimento suspenso, ou seja, com um espaço oco por baixo do chão, algo normalmente utilizado nas termas para a passagem de ar quente. Porém, neste caso não tenham sido encontradas aberturas para uma fornalha, pelo que talvez este sistema fosse utilizado para manter seco o chão das salas. Imediatamente a Norte situa-se uma sala dividida em três partes, com uma antecâmara estreita, uma sala principal com cerca de 5 m de lado, e depois uma ábside virada para Norte, que não foi escavada exaustivamente devido à fragilidade dos alicerces da casa rural. Estes três compartimentos teriam provavelmente alguma função especial, talvez como salas de refeição ou quartos de dormir. Foram construídas no século III, ocupando parcialmente uma zona da casa ligada à agricultura, e que se prolongava para Norte, tendo permanecido o lagar para vinho.
A Oeste da sala com ábside para Norte, estavam dois quartos, de forma rectangular com 11 m de lado, e divididos numa antecâmara e num compartimento principal. Estavam ricamente decorados com mosaicos vegetais e geométricos, e murais policromáticos nas paredes, pelo que podem ser identificados como quartos para hóspedes.
A Oeste do peristilo estava a sala do triclínio, com 10 por 12 m, rodeada por um largo corredor, e que terminava numa larga ábside. O acesso fazia-se por uma porta larga, de forma a melhor se ver o peristilo. No interior, estava decorada com mosaicos, dos quais apenas restaram alguns vestígios, e possuía muros baixos em forma de U, onde eram colocados as clinai, camas inclinadas onde habitualmente os romanos comiam. Devido à sua importante função social, o triclínio estava normalmente muito decorado, com uma fonte no centro e estátuas, cujas bases foram encontradas junto à porta para o peristilo. O triclínio foi construído cerca do século III, sobre estruturas do século anterior, que tinham paredes de taipa. O escritor e cónego Joaquim Botto interpretou a sala do triclinio como sendo uma sala (oecus - eco), que provavelmente seria utilizado em eventos como festivais ou palestras, servindo desta forma como ginásio no sentido educativo (gymnasium).

#### Termas
A presença das termas é algo de comum nas antigas construções romanas, uma vez que a sua utilização fazia parte dos rituais diários dos cidadãos. Com efeito, as termas normalmente ultrapassavam a sua função de saúde e higiene, sendo normalmente utilizadas como espaço de convívio, diversão e exercício. Normalmente, o ritual do banho envolvia o uso em sequência de várias piscinas, com água a temperaturas diferentes (tépida, quente e fria), e das saunas. Os balneários eram frequentados tanto por homens como mulheres, adultos e crianças, tendo alguns sido mistos, enquanto que outros, como no caso de Milreu, eram separados por sexos. As termas de Milreu foram construídas no lado ocidental da casa, como recomendado por Vitrúvio, de forma a aproveitar a luz do Sol poente.
Um corredor (faux - fauce) ligava o peristilo à parte masculina das termas (androniceum - androniceu), começando por uma sala para reunião e convívio (sellaria - selário), e outra para espera (apodyterium - apoditério). Esta última sala, de grandes dimensões, tinha assentos com nichos abobadados, onde seriam guardadas as roupas e os vários acessórios de banho, tendo estruturas deste tipo sido encontradas em Pompeia e noutros locais. Ligava ao salão de entrada (oecus - eco) para as várias divisões das termas. Estas eram a sala dos banhos frios (frigidarium - frigidário) com um tanque circular no centro (baptisterium - batistério), decorado com mosaicos marinhos, o tepidário (tepidarium), para banhos mornos, e o caldário (caldarium), para banhos quentes, que era alimentada pela câmara de ar quente anexa, e que também possuía uma tina (álveo) aquecida por uma fornalha própria (hypocausis - hipócause). A fornalha era normalmente alimentada a carvão ou madeira, colocados por um escravo. As termas também incluíam uma sauna (laconium - lacónio). Uma fornalha alimentava as duas câmaras de ar quente (hypocaustum - hipocausto ou vaporarium - vaporário), com um tecto (suspensa) sobre pilares em alvenaria, uma para o lado feminino e outra para o lado masculino. O ar quente passava do hipocausto para as salas de banho e estufas através de ranhuras nas paredes. O salão de entrada tinha a Norte uma passagem para uma zona ajardinada (xystus), que era utilizado como local de recreio, sendo por isso provavelmente equipado com estátuas e outros elementos decorativos, e mobiliário como assentos. A presença de jardins era também comum nas casas abastadas romanas, sendo normalmente utilizados durante as horas mais quentes do dia.
A parte feminina (gymnaceum - gimneceu), de dimensões inferiores à zona masculina, tinha acesso próprio para a rua, com uma sala de entrada que talvez servisse igualmente de apoditério, e que possuía uma torneira (immissarium - imissário) para o fornecimento de água para os banhos. Uma porta dava acesso ao frigidário, que tinha um batistério de forma rectangular com degraus. A seguir estava o tepidário feminino, com uma sala anexa para perfumes e maquilhagem (elaothesium - eleotésio). Tanto o frigidário como o tepidário femininos podiam ser acedidos a partir do salão principal das termas masculinas. No fundo estava o caldário feminino, com um lacónio e álveo próprios.

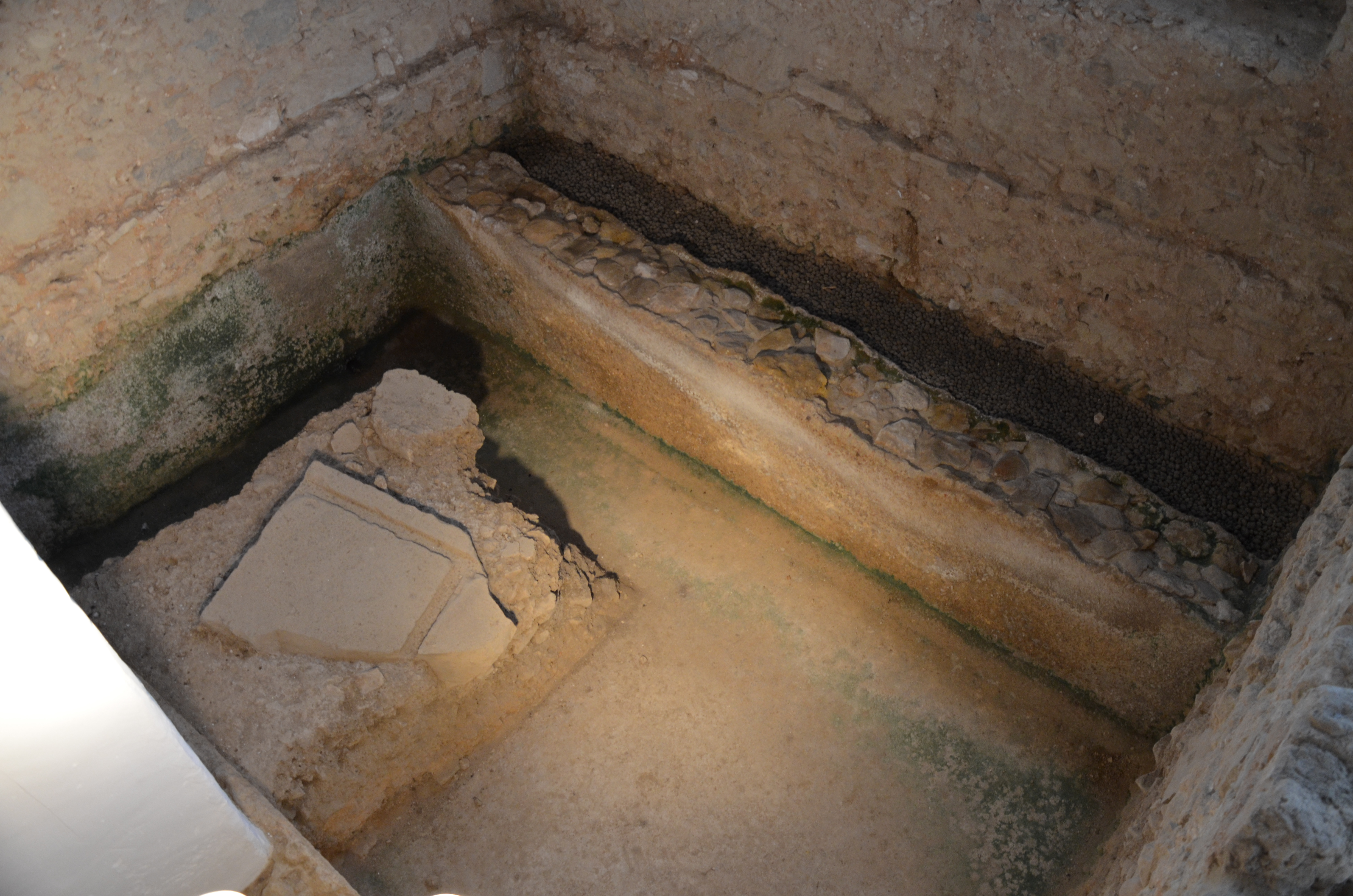
Antigo lagar de vinho, no interior da casa rural.

#### Parte produtiva
O complexo de Milreu, além dos edifícios residenciais e religiosos, também contava com várias estruturas para o apoio à agricultura, e a transformação dos produtos agrícolas, que estavam situadas a Norte da villa. Foram identificadas zonas de apoio às colheitas, e um lagar para vinho e outro para azeite. O lagar de azeite estava situado a Norte do triclínio, e estava dividido em vários compartimentos, incluindo uma sala com cerca de 27 m de extensão com chão de lajes, onde tinham sido instaladas as cinco prensas, sendo depois o azeite conduzido por canais e tubos de chumbo para um conjunto de 36 talhas (dolia), dentro das caves (cellaria). As prensas em si funcionavam através de contrapesos, cuja localização foi identificada. As caves estavam situadas a Oeste da sala das prensas, a três metros de profundidade, de forma a manter o azeite num local seco e fresco. As talhas, de diâmetro entre 80 cm a 100 cm, estavam organizadas em duas linhas, com um espaço livre no centro para servir de corredor, e que conduzia a uma rampa de acesso. A zona para a produção de azeite foi originalmente interpretada por Botto em 1899 como o xysti, um espaço para desporto e recreio, tendo sido depois reidentificada de acordo com novos dados recolhidos por investigadores. O azeite era produzido em grande quantidade durante a civilização romana, sendo utilizado como parte regular da alimentação, na higiene corporal e para iluminação. O lagar de azeite estava situado imediatamente a Norte do triclínio, e contava com caves escavadas na encosta, com 3 m de profundidade. Esteve ao serviço até ao século V, quando foi entulhado. Também foram encontrados vestígios de estruturas para a produção de vinho, incluindo um tanque de pisa e outro de mosto, uma prensa e uma adega, que foram parcialmente cobertas, primeiro pela expansão da vila e depois pela construção da casa rural. Pelas grandes dimensões dos tanques de mosto e vinho, a produção era superior ao consumo interno, pelo que o excesso seria certamente comercializado.

#### Residência dos servos e necrópoles
De forma a assegurar as funções domésticas, uma villa romana típica contava com vários servos e escravos, conhecida como familia rustica, além de trabalhadores temporários. No mapa de Milreu elaborado por Estácio da Veiga em 1877, existe um agrupamento de pequenos quartos, situado ao longo da estrada, a Leste do conjunto residencial, e que provavelmente seriam as residências para os trabalhadores.
Como era costume nas villas romanas, as sepulturas eram instaladas perto da residência principal mas fora do seu perímetro, tendo sido encontrados dois edifícios funerários e  várias zonas para enterros. Estes edifícios estavam situados a nascente da villa, e foram construídos em argamassa, contendo um deles uma sala subterrâna com nichos, onde eram colocadas as urnas com as cinzas dos mortos. Isto comprova que na villa de Milreu era praticada a cremação, conceito muito difundido na civilização romana durante os primeiros séculos depois de Cristo. Também foi escavada uma necrópole no Cerro do Guelhim, na outra margem do Rio Seco, onde foram encontradas um grande número de sepulturas, incluindo três com nomes gregos, que podem ter pertencido a escravos. Foram igualmente encontradas sepulturas numa zona a Sudoeste das termas, que provavelmente serão dos finais do domínio romano, ou posteriores.

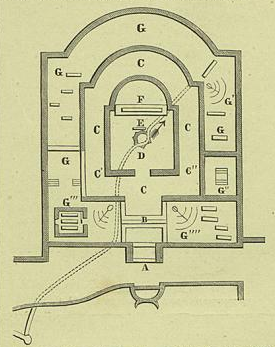
Esquema do Templo Romano, durante as primeiras escavações. A - entrada; B - degraus; C - claustro superior; e, laterais do claustro superior com colunas; D - bapstistério; E - sepultura forrada de tijolos ; F - parede com ossário; G - claustro inferior; - sepultura com jóias femininas; - piscina baptismal sobre sepulturas; - jazigo em mármore; - sepultura com esqueleto

#### Templo
O edifício mais destacado entre as ruínas de Milreu é o templo, que apresenta uma forma períptera. A estrutura do edifício é comum nos edifícios construídos nos finais do império romano, existindo edifícios de forma semelhante na Quinta do Marim, em Olhão, e na Vila romana de São Cucufate, no Alentejo. Em termos de dimensões, o templo tinha cerca de 32,50 m no eixo longitudinal, de Norte-Noroeste a Sul-Sudoeste, enquanto que o eixo transversal media aproximadamente 25 m, e segundo as escavações feitas em meados do século XIX, ocupava uma área superior a 800 m². Até ao seu ponto mais elevado, nas abóbadas, o edifício apresenta uma altura superior a 10 m. Segundo as notas de Estácio da Veiga, o edifício estava «construido em dois pavimentos, determinados por duas ordens de claustros que o circumdam, um em plano inferior, outro em plano superior adjacente ao corpo central, sendo todos tres corpos perfeitamente parallelos entre si.». Para a alimentação de água, exista um grosso cano de chumbo, que atravessava o templo de Noroeste a Sudoeste, a alguns centímetros por baixo do pavimento inferior, e que recebia água de um depósito situado a pouca distância. A abóbada estava decorada com tesselas de ouro.
A entrada do templo tinha uma soleira em cantaria, em cujos extremos foram feitas cavidades circulares onde as cancelas deviam girar, e em frente existia uma pedra de forma rectangular, para serem colocados os batentes fixos. A seguir, existiam três degraus de pedra (gradus) com 5,85 m de largura, que davam acesso ao claustro superior, formando um vestíbulo (pronaum - pronau) antes da entrada para o corpo central, a cela (cella). Esta divisão tinha 11,30 m de comprimento, incluindo o remate em semicírculo, e 7,50 m de largura, e possuía no centro uma piscina ou baptistério de forma hexagonal (labrum - labro), que estava revestida no seu exterior por lâminas de mármore branco polido, talvez originário de Itália, de peças de marchetaria em mármore, e talvez de mosaicos de vidros coloridos, que foram encontrados em grande quantidade ali e nas proximidades. Perto da piscina, no lado da abside, foi descoberto um jazigo pouco fundo com 1,65 m de comprimento e uma largura entre os 0,40 e 0,65 m, revestido de tijolos e mármore, que continha apenas alguns ossos humanos. Na abside, separada do resto da sala por uma grossa muralha, foi instalado um ossário que media 3,95 por 0,50 m e tinha cerca de 1 m de profundidade, construído em tijolo, e que possuía os ossos de pelo menos dois cadáveres. A abside (sacellum - sacelo) é normalmente a zona considerada mais importante dos templos, tendo provavelmente sido aí situado o santuário aos deuses pagãos aos quais o edifício foi originalmente consagrado. Num dos lados do claustro superior foram encontradas as bases de três colunas, existindo provavelmente uma balastrada ou varandim entre o claustro superior e o inferior. Numa das colunas foram encontradas inscrições de origem muçulmana, usando caligrafia do século IX, onde se pede a Alá misericórdia para com os membros falecidos da família muladi Alhami (traduzida como das caldas), abrangendo pelo menos quatro gerações.
Os muros do claustro inferior estavam ricamente decorados por mosaicos, que representavam vários seres relacionados ao mar, como peixes, moluscos e monstros marinhos. Um dos seres mitológicos terá sido talvez um centauro marinho, motivo que também foi encontrado na Casa dos Repuxos, em Conímbriga. O pavimento do claustro inferior também devia ter sido de grande beleza, mas deve ter sido quase totalmente destruído quando esta área foi tornada num cemitério, tendo sido encontradas provas de uma organizada distribuição funerária dos cadáveres. Das sepulturas foram retiradas várias jóias, como anéis, arrecadas e uma bracelete de cobre lavrada, semelhantes a outras já encontradas no templo de Marim. Na zona ocidental do claustro inferior existia um ossário de alvenaria em forma de piscina, com três degraus internos, onde foram descobertos vestígios de um cadáver de um jovem. Este ossário foi identificado pelo arqueólogo Felix Teichner como uma piscina baptismal, e está construído sobre sepulturas também cristãs, o que revela que a piscina foi instalada já durante o período posterior à cristianização do edifício. Dentro do claustro também existia uma divisão com o piso coberto de mármore polido, onde estavam três cadáveres em mau estado de conservação. Também foi encontrado um cadáver em bom estado no lado direito do claustro inferior. O corpo central do templo estava revestido, no exterior, com fiadas horizontais de tijolos, enquanto que a zona do fundo, em semicírculo, tinha sido construída até ao topo com grossas paredes, que mediam 6,80 m desde a sapata até à cornija, medindo cerca de 2 m até ao cabouco. Na altura, pensou-se que ambos os claustros estiveram cobertos por abóbada semicirculares, tal como o hemiciclo, onde ainda se encontraram vestígios da abóbada (porticus - pórtico).
O edifício foi totalmente construído em tijolo e barro cozido, tendo sido decorado com óvulos, cordões e dentículos em várias partes. O pódio do tempo está decorado com painéis de mosaicos policromados, sendo o único exemplar importante, na Península Ibérica, de um mosaico pensado para estar ao ar livre. O mural de mosaico mede 52 m de comprimento e 0,81 m de altura, com uma área de 42,12 m², e possui uma densidade média de 100 tesselas por dm², pelo que o número de tesselas é de cerca de 500 mil.
Durante as escavações, não foram encontrados quaisquer artefactos que indicassem que os enterramentos tivessem sido de origem pagã, mas foram encontrados vestígios cristãos, como um vaso de vidro com um monograma de Cristo em forma de X ladeado por duas pombas, utilizado nos primeiros anos da religião cristã, um baixo relevo de um plinto com duas pombas a beber de um vaso, e muitos fragmentos de mosaico onde estavam representados peixes. Por este motivo, Estácio da Veiga avançou a hipótese de o edifício ter sido utilizado como templo cristão, como tinha sucedido com a estrutura encontrada em Marim. Também foram encontrados vestígios do culto cristão noutros pontos das ruínas, como os destroços de uma antiga cruz de pedra no poço da villa. Joaquim Botto sugeriu que o templo tinha sido originalmente dedicado a deuses pagãos, sendo provavelmente o seu altar situado na zona da abside. Com efeito, foram encontradas várias lâmpadas de azeite no local, com representações de ritos ligados à deusa Vénus, sugerindo a hipótese que o templo fora consagrado a esta divindade, para protecção das termas. Segundo Teichner, é possível que também tenha sido utilizado como mausoléu ou como Nymphaeum (Ninfeu).
Do outro lado da rua, em frente à entrada do templo, foi construído um tanque semicircular, que foi identificado por Botto como um lavacrum (lavacro). Esta estrutura estava adornada por mosaicos tanto no interior como no exterior, possuindo nas paredes internas vários ouriços do mar, um peixe, provavelmente um cherne, e símbolos em forma de V, que podem ser moscas de água ou plantas, enquanto que no exterior sobreviveu uma orla em tranças duplas, no lado virado para a rua. O fundo do tanque também estava decorado com mosaicos marinhos.

### Mosaicos e murais
Um dos principais motivos pelos quais as ruínas de Milreu têm uma grande notoriedade são os seus painéis de mosaicos, que revestiam as paredes e os solos do templo, da casa e as termas. A prática de utilizar mosaicos como elementos decorativos nas casas abastadas foi muito difundida durante a civilização romana, servindo não só para melhorar a qualidade de vida dos habitantes, mas também para se exibir perante os visitantes, motivo pelo qual os mosaicos eram colocados especialmente nas áreas públicas da casa. Entre os principais motivos utilizados nos mosaicos romanos estavam as figuras mitológicas, animais e cenas desportivas. Os mosaicos romanos eram compostos por tesselas, pequenos cubos coloridos em mármore e calcário, que eram depois assentes com argamassa.
Na villa de Milreu, os mosaicos representam principalmente motivos marítimos, tendo a sua composição sido criteriosamente executada tendo em conta a posição (pavimento ou parede) e o tipo de sala em que se encontravam. Por exemplo, nas termas foram encontrados mosaicos com peixes no fundo de uma piscina. Os animais representados são principalmente golfinhos, mexilhões, chernes ou robalos, lulas e ouriços do mar. O uso do peixe como elemento decorativo foi muito comum durante a antiguidade, tendo sido também amplamente difundido durante os primeiros anos das religiões cristã e muçulmana, o que levou a algumas dúvidas sobre a origem dos mosaicos de Milreu durante as primeiras campanhas arqueológicas. A grande presença dos motivos marinhos também pode ser justificada pelo papel que o comércio marítimo teve no desenvolvimento económico da villa, devido à sua proximidade em relação à grande cidade portuária de Ossónoba. Além disso, a fauna marinha era de grande importância na dieta dos romanos, sendo especialmente apreciados os molhos feitos a partir das entranhas dos peixes. Além das cenas marítimas, também foram muito utilizadas formas geométricas nos mosaicos de Milreu, motivo muito comum durante a presença romana em Portugal. Também foram encontrados vestígios de paredes pintadas com murais geométricos.
Os mosaicos de Milreu foram provavelmente executados num sistema de oficina, muito comum durante a civilização romana, onde o mestre orientava vários artistas na instalação dos painéis de mosaicos, colocando apenas a sua assinatura no final. A presença de vários artistas pode ser comprovada por diferenças nos pormenores dos mosaicos. Os artistas que instalaram os mosaicos em Milreu, no Cerro da Vila e em Ossónoba faziam muito provavelmente parte de algum grupo itinerante, talvez vindo da cidade de Cartago, no Norte de África, que era então um dos maiores centros para mosaístas no império romano. Estes grupos tornaram-se famosos pela riqueza dos seus trabalhos, pelo que eram muito procurados pelos proprietários das villas, que pretendiam dessa forma aumentar o seu próprio prestígio. As tesselas foram colocadas com grande habilidade, tendo sido utilizadas peças de dimensões variáveis para simular a pintura a pincel e para compor os pormenores, destacando-se os efeitos na boca e olhos dos peixes e da lula.
O pavimento do peristilo estava decorado com mosaicos de várias cores, que representavam formas geométricas e motivos marinhos. O pavimento da zona oriental estava totalmente coberto por um friso de 18 por 3 m, dos quais apenas restam em bom estado cerca de 6 m e alguns fragmentos da parte central. A bordadura do friso apresentava várias faixas pretas e brancas e no painel central estavam representados 22 animais marinhos, pintados de perfil em vários sentidos e aproximadamente no tamanho real, criando a ilusão dos animais a nadar na água. Foram identificados golfinhos, peixes gordos de tons prateados que provavelmente seriam percas, peixes encarnados com listas acizentadas ao longo do corpo, uma lula, um polvo com tentáculos, e vários pequenos seres em forma de V, que poderiam ser moluscos ou outros animais marinhos. O friso da galeria Norte do peristilo estava profusamente decorado com representações de peixes e outros animais marinhos e era emoldurado por uma faixa ornamental. É provável que estes elementos tenham sido colocados apenas durante a última fase de renovação, em meados do século IV.
Nas termas, os animais marinhos foram feitos de forma deliberadamente imperfeita, demasiado grandes e com os olhos numa posição errada, de forma a dar a ilusão de movimento quando vistos através da água. Um outro painel de mosaicos, encontrado numa das paredes das termas e do qual apenas sobreviveu a parte inferior, representa um combate entre dois seres marinhos fantásticos, e que possivelmente foi colocado durante a época romana. Alguns dos mosaicos foram feitos com uma grande perfeição e atenção ao pormenor, como se pode evidenciar pela forma como foram executadas as escamas dos peixes, ou os golfinhos, com tesseras pequenas nas mandíbulas e nos olhos, em forma de amêndoa. Do fundo de uma das piscinas foi recuperado um painel de azulejos completo, de forma semicircular, igualmente decorado com animais marinhos, e que foi inicialmente preservado no museu de Faro.

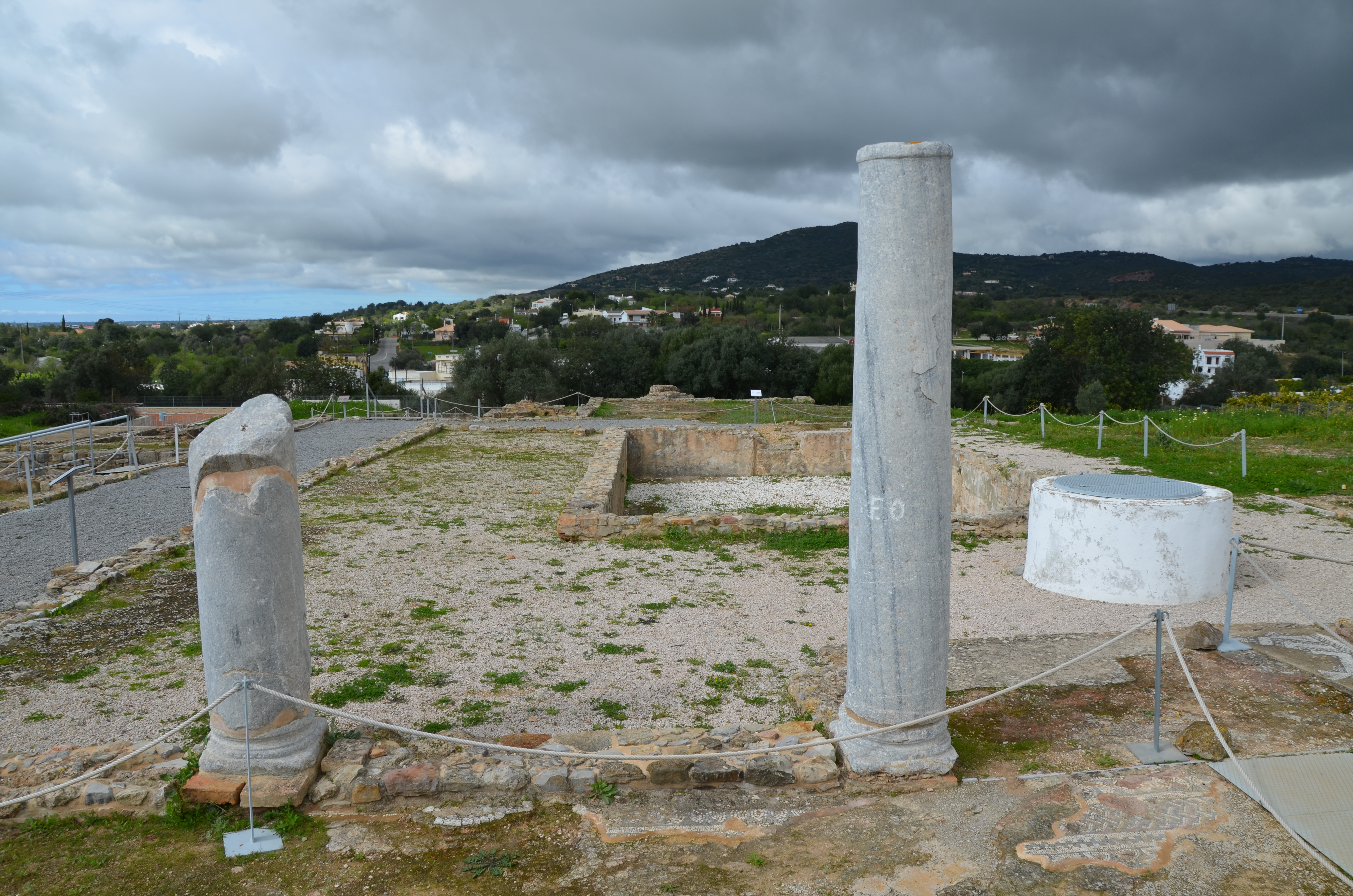
Duas colunas de mármore, na zona do peristilo.

### Materiais utilizados
Os materiais mais utilizados para construir os edifícios em Milreu foram o Opus caementicium e o tijolo (later - ladrilho), tendo pelo menos um exemplar das termas sido preservado no museu de Faro. Este tijolo é de formato triangulado (triangulus), de forma a ser empregue no método de construção opus diamicton, e apresenta uma legenda circular, VER. FRONTINIANI, traduzido por Botto como Verna, filho de Frontiniano, revelando desta forma o nome do fabricante dos tijolos. Foram empregues tijolos de várias dimensões, desde o mais pequeno (lydius - lídio) ao maior (pentadoron). Outro material também muito utilizado, especialmente nos pavimentos e nas colunas, foi o mármore. O uso de colunas de mármore como elemento decorativo e arquitectónico também foi muito comum nas habitações romanas mais abastadas.

### Casa quinhentista
A casa rural quinhentista, construída em cima de parte das ruínas da villa romana de Milreu, é um edifício alto e comprido, que foi utilizado como habitação e como apoio à exploração agrícola. Foi construída em alvenaria de pedra e taipa.[carece de fontes?] A fachada é rectangular,[carece de fontes?] e possui em cada canto um torreão cilíndrico com frestas para disparar, funcionando dessa forma como torres. Na fachada lado poente existe um vão de porta em cantaria chanfrada, elemento arquitectónico típico da época quinhentista.[carece de fontes?] No interior da casa foram reconhecidos dois níveis de pavimento distintos, o que sugere que o edifício foi utilizado em duas fases. O piso correspondente à fase mais antiga era cerca de 70 cm mais baixo do que o mais recente. O telhado é de três águas, e tem beirado com cornija e molduras em cantaria na fachada nascente.[carece de fontes?] No interior, um dos espaços era utilizado para guardar gado. Devido às suas características defensivas, a casa de Milreu pode ser classificada como um edifício rural fortificado, sendo o exemplar em melhor estado de conservação na região do Algarve.

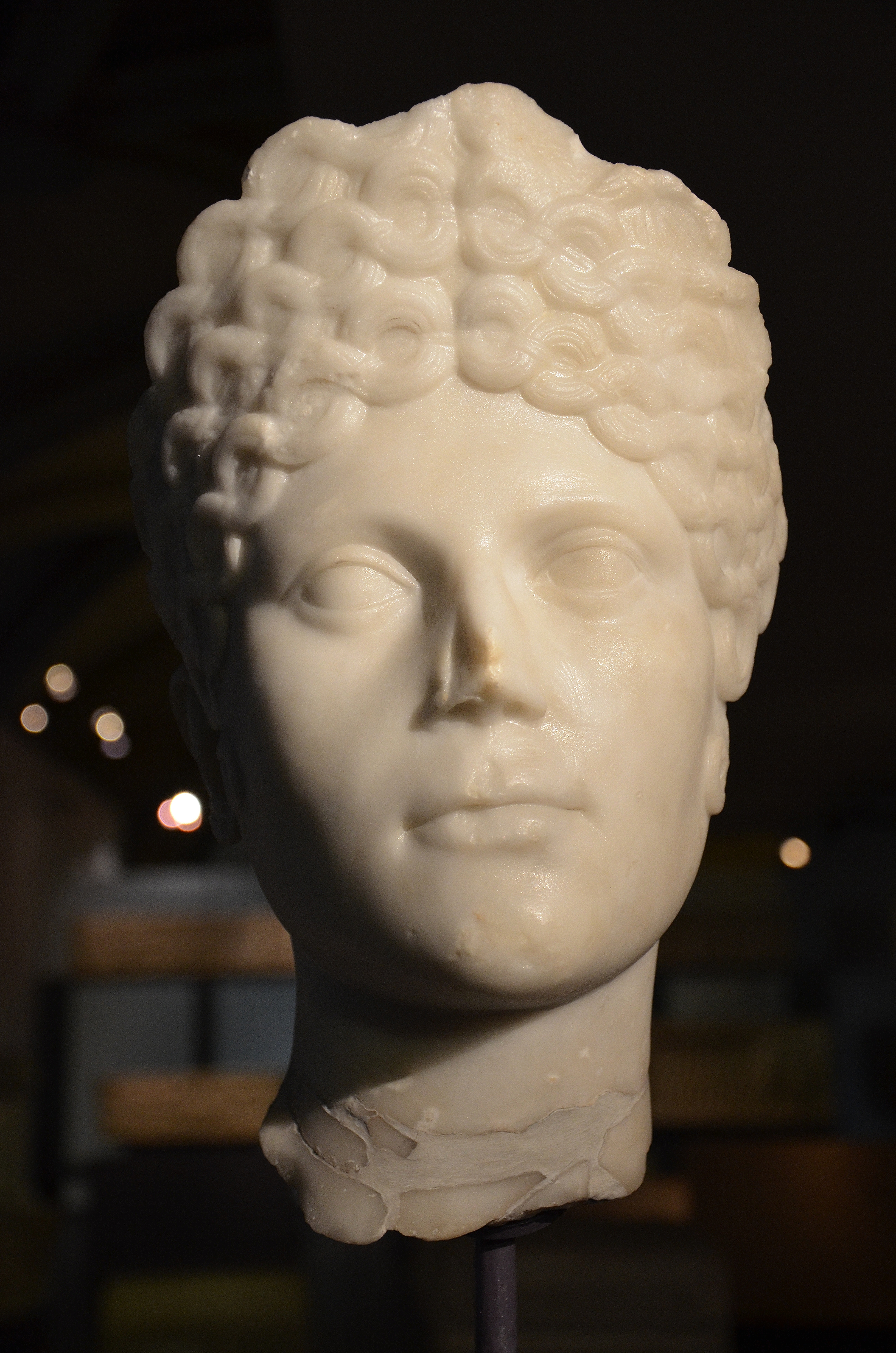
Busto romano encontrado em Milreu, preservado no Museu Nacional de Arqueologia, em Lisboa

### Peças preservadas
Além dos vestígios dos vários edifícios, também foi encontrada no local uma grande variedade de artefactos utilizados como decoração ou parte do quotidiano, como bustos, peças de cerâmica e lâmpadas de azeite, que foram inicialmente levados para o museu de Faro. Este museu foi criado principalmente pelos esforços de Estácio da Veiga, para preservar os achados de várias explorações arqueológicas na região. Um dos bustos foi encontrado junto às termas femininas durante as primeiras escavações, e representa uma mulher com um penteado levantado na frente por um diadema de tripla cadeia. Os bustos, em mármore granuloso branco, são de membros da família imperial romana, como a imperatriz Agripina Menor (século I) e os imperadores Adriano (século II) e Galiano (século III). Uma das peças, um pequeno busto de uma mulher romana, foi oferecido ao museu por um habitante de Estói, e depois transferido para o Museu Nacional de Arqueologia, em Lisboa, tendo permanecido uma réplica em Faro. Este busto fez parte da exposição Do tirar polo natural. Inquérito ao retrato português no Museu Nacional de Arte Antiga, em 2018. Outros artefactos de Milreu guardados no Museu Nacional incluem bustos de Dionísio, de Eros em cima de um golfinho, placas de mármore, e revestimentos de parede com capitéis de pilastra em estilo coríntio, que podem ter pertencido ao triclínio.

### Influência cultural das ruínas de Milreu
A lenda popular algarvia do Almocreve de Estói, registada pelo escritor Gentil Marques, envolve uma moura encantada que vivia num palácio escondido perto das ruínas de Milreu.
O busto romano de Milreu que foi preservado no Museu Nacional de Arqueologia, em Lisboa, inspirou o autor Jorge de Sena a escrever um poema na sua obra Metamorfoses, motivo pelo qual a Junta de Freguesia de Estói descerrou, em 25 de Abril de 2010, um painel de azulejos em homenagem ao poeta.

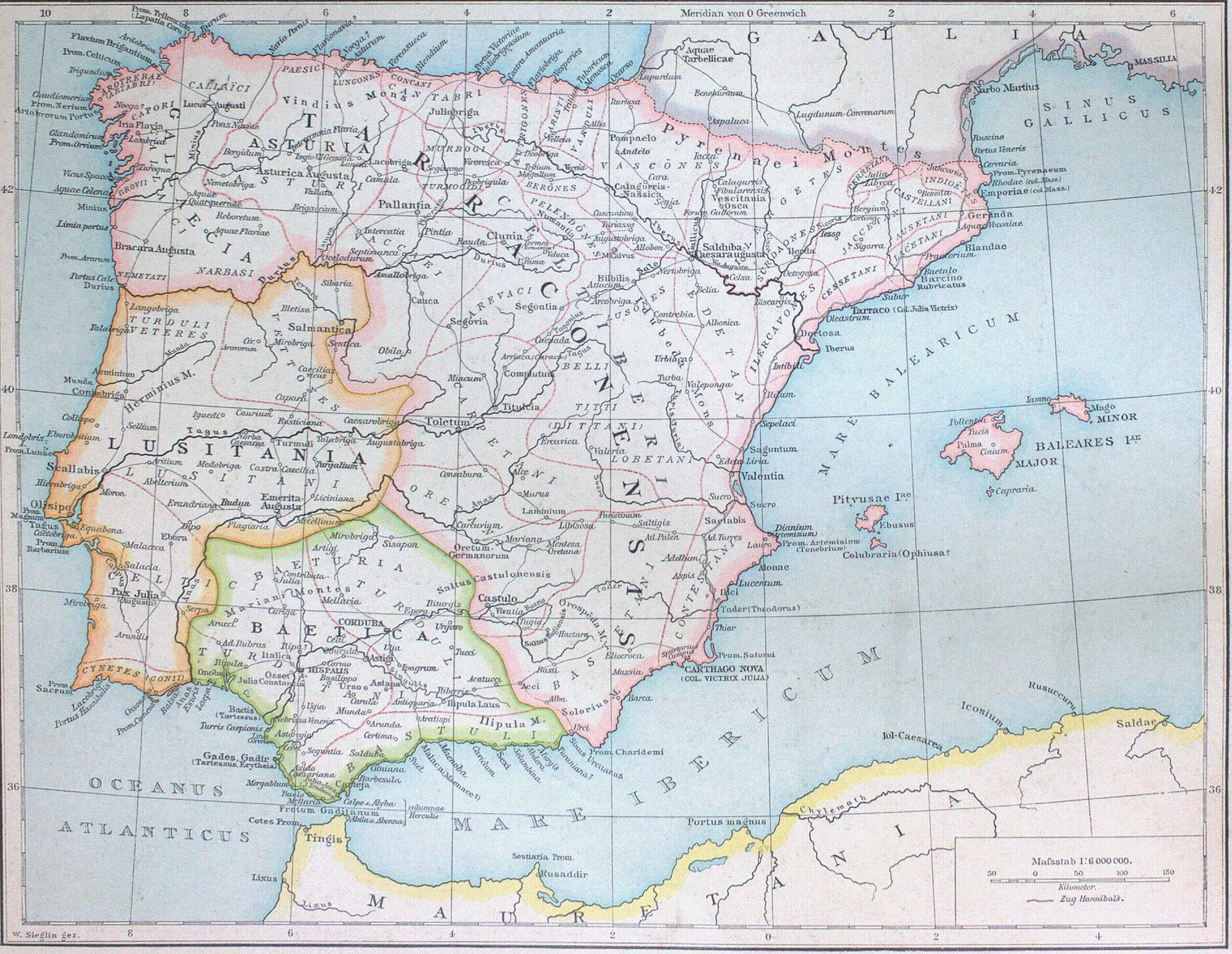
Mapa da Península Ibérica sob o domínio romano.

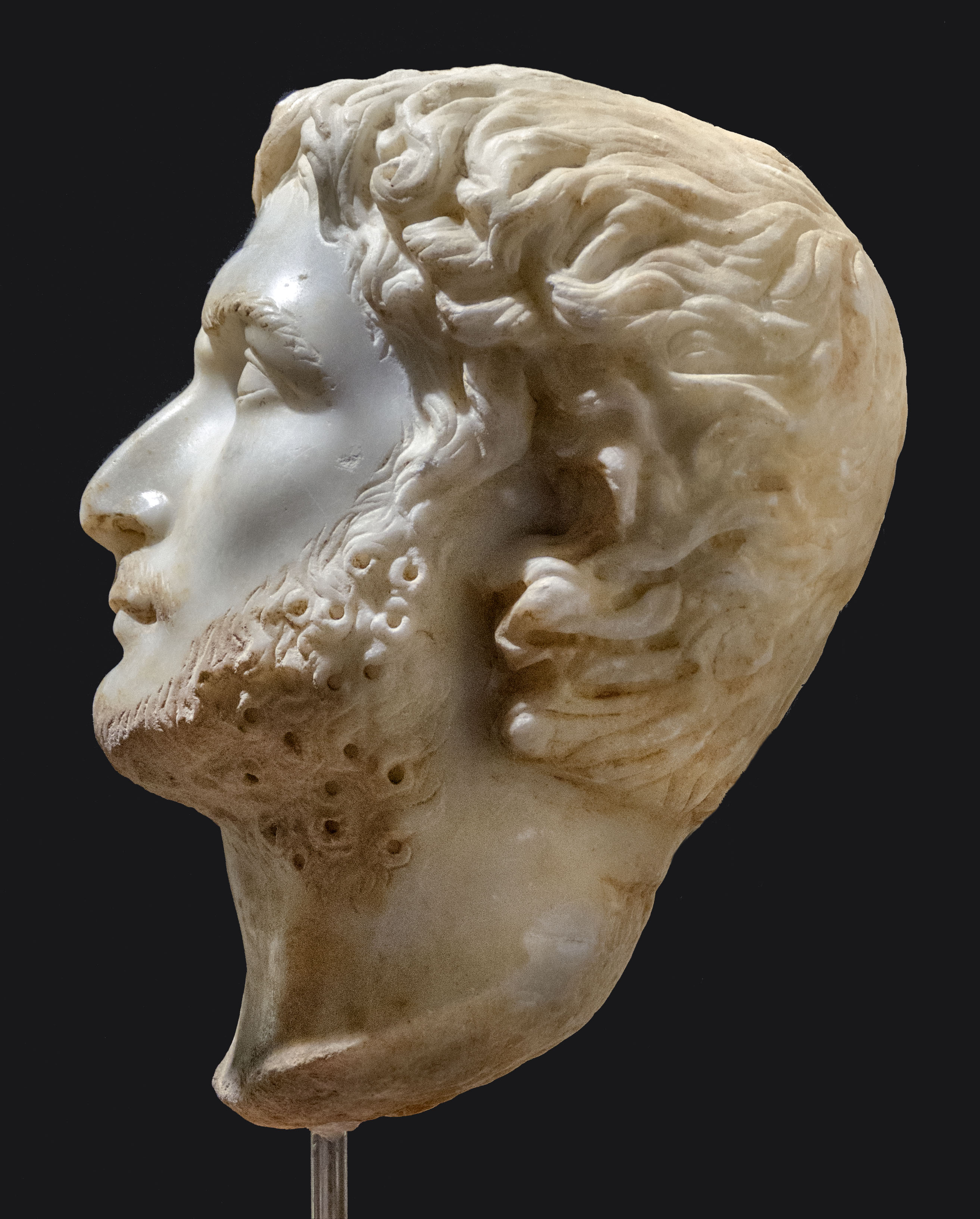
Busto do imperador Galiano, encontrado em Milreu

## História

### Construção e expansão
Nos primeiros séculos após o Nascimento de Cristo, o território português foi controlado pela civilização romana, uma organização política e militar que abrangeu a maior parte da Europa e grandes porções da Ásia e África. A invasão romana da Península Ibérica iniciou-se durante as Guerras Púnicas, com os ataques às colónias Cartaginesas na península. Após o final das Guerras Púnicas na península os exércitos romanos prosseguiram as suas campanhas, tendo a Guerra Lusitana começado em 155 a.C. e terminado no século I d.C., com a conquista total da península.
Devido ao clima ameno, à extensa faixa costeira rica em peixe, e aos férteis solos, as elites romanas favoreceram a região para se instalarem, o que se pode demonstrar pelo grande número de mansões encontradas no Algarve, incluindo as do Cerro da Vila, em Vilamoura, e da Abicada. Além disso, esta parte da Península Ibérica manteve-se relativamente pacífica, enquanto que o Norte e o centro da península foram assoladas por várias guerras, provavelmente devido às suas condições geográficas, delimitadas pelo Rio Guadiana, por uma faixa costeira acidentada, e pelas serras de Monchique e Caldeirão. Assim, foram construídas importantes cidades marítimas, como Balsa e Ossónoba, que se afirmaram como importantes núcleos políticos, económicos e religiosos. A importância económica provinha principalmente da presença dos seus portos, que além de aproveitarem a rica indústria da pesca, também facilitavam o acesso à metrópole e às outras colónias. Assim, em redor de Ossónoba surgiram várias explorações agrícolas que aproveitavam as facilidades nas comunicações, incluindo Milreu.
Tal como sucedeu com outros núcleos romanos no Algarve, a povoação de Milreu foi construída em cima de estruturas anteriores. Com efeito, foram encontrados vários artefactos pré-romanos na rampa para o Rio Seco, relativos ao período de transição da Idade do Bronze para a Idade do Ferro. Também foram desenterrados vestígios dos últimos anos da segunda Idade do Ferro, embora os primeiros edifícios só terão sido construídos nos princípios do século I. A villa romana foi depois alvo de várias obras de modificação e expansão, com destaque para as intervenções na zona do peristilo. A parte urbana foi ampliada ainda na segunda metade do século I e no século II, como pode ser provado pelo desenterramento de vários vestígios de loiça de alta qualidade, atribuída a esse período. Outra prova das várias fases de modificação do edifício são os vários tipos de construção utilizada nas diversas partes, como acontece com os tanques semicirculares em frente à porta de entrada, que foram construídos em tijolo maciço enquanto que o resto da casa utilizou alvenaria de pedra, o que demonstra que foram adicionados posteriormente. O conjunto continuou a ser modificado e ampliado ao longo dos séculos II e III, tendo a casa sido reorganizada em torno de um grande peristilo central com colunas, rodeando um pátio aberto com jardim e tanque de água, passando nessa altura a ser um edifício de luxo. Esta fase de expansão é comprovada pelas várias camadas de pavimentos sobrepostos de mosaico sobrepostos, tendo sido encontrados vestígios de uma pars rustica primitiva por debaixo da zona nascente da casa e do pátio. O triclínio também terá sido instalado no século III, tal como as termas, como pode ser comprovado pelos mosaicos e pelos murais encontrados na parede Norte. Também foram feitas escavações perto das bases das colunas sobreviventes, tendo sido comprovado que estas foram instaladas no século III, sobre um pavimento de mosaicos simples, talvez datando do século II. Nos finais do domínio romano na Hispânia, voltou-se a verificar um grande desenvolvimento nas villas romanas, tendo sido construídos novos edifícios e expandidos e decorados os já existentes. Isto também sucedeu em Milreu, tendo no século IV sido construído o templo e renovado pela última vez o conjunto. Todo o edifício principal deve ter recebido obras de alteração, durante as quais foi ricamente decorado, como a subtituição dos pilares do peristilo, em tijolo, por colunas de mármore, e a instalação de pavimentos coloridos com motivos marinhos. A família que ocupou a casa durante o período romano ocupava uma elevada posição social, como se pode comprovar pelos vários bustos que foram encontrados no local, representando membros da família imperial romana. Devido à riqueza dos seus vestígios, Milreu pode ser considerada um dos principais exemplos do elevado nível cultural, social e económico que a província da Lusitânia atingiu durante os séculos I a IV.
A vila romana tinha acesso por uma estrada secundária entre Ossónoba (Faro) e São Brás de Alportel, que fazia parte do XXI Itinerário de Antonino, uma das vias de comunicação mais importantes na Península Ibérica, ligando Ossónoba a Emérita Augusta (Mérida, em Espanha), passando por Pax Júlia (Beja) e Olissipo (Lisboa). Estava situada a cerca de sete quilómetros da cidade portuária de Ossónoba, fazendo ambas parte da região romana da Lusitânia. Além da proximidade de Ossónoba, a villa romana foi provavelmente situada naquele local devido ao bom fornecimento de água, que permitia ricas colheitas, especialmente de azeitonas e uvas, tendo fornecido um bom rendimento à família, como pode ser comprovado pela extensa e rica decoração dos edifícios.

Mapa da Península Ibérica em meados do primeiro milénio.

### Decadência e abandono
A civilização romana entrou numa fase de profunda decadência no século IV, com a desagregação do império e as invasões dos povos germânicos, tendo-se extinguido completamente no século V. Foi neste século que a queda da civilização romana se fez sentir mais fortemente na península, com as invasões dos Alanos, Vândalos e Suevos, e depois dos Visigodos, que conseguiram dominar toda a Península Ibérica no século VII.
O templo foi posteriormente reaproveitado para o culto cristão, com várias alterações introduzidas, como a abertura de várias sepulturas tanto no interior como no exterior do edifício, e a construção de uma piscina baptismal.
Em 711, iniciou-se a invasão da Península Ibérica pelos povos maometanos, que pouco tempo depois já controlavam a maior parte da península. A zona de Milreu foi ocupada durante o período muçulmano, tendo sido encontradas inscrições em caligrafia muçulmana do século IX, numa coluna do templo, onde se faz referência à família al-Hammi, traduzida como das caldas. Também foram encontrados outros vestígios daquele período, incluindo candis, vasos para provisões, e fragmentos de vasos. O complexo de Milreu terá sido abandonado durante a ocupação muçulmana. Existem vestígios de possível ocupação contínua até o século X.

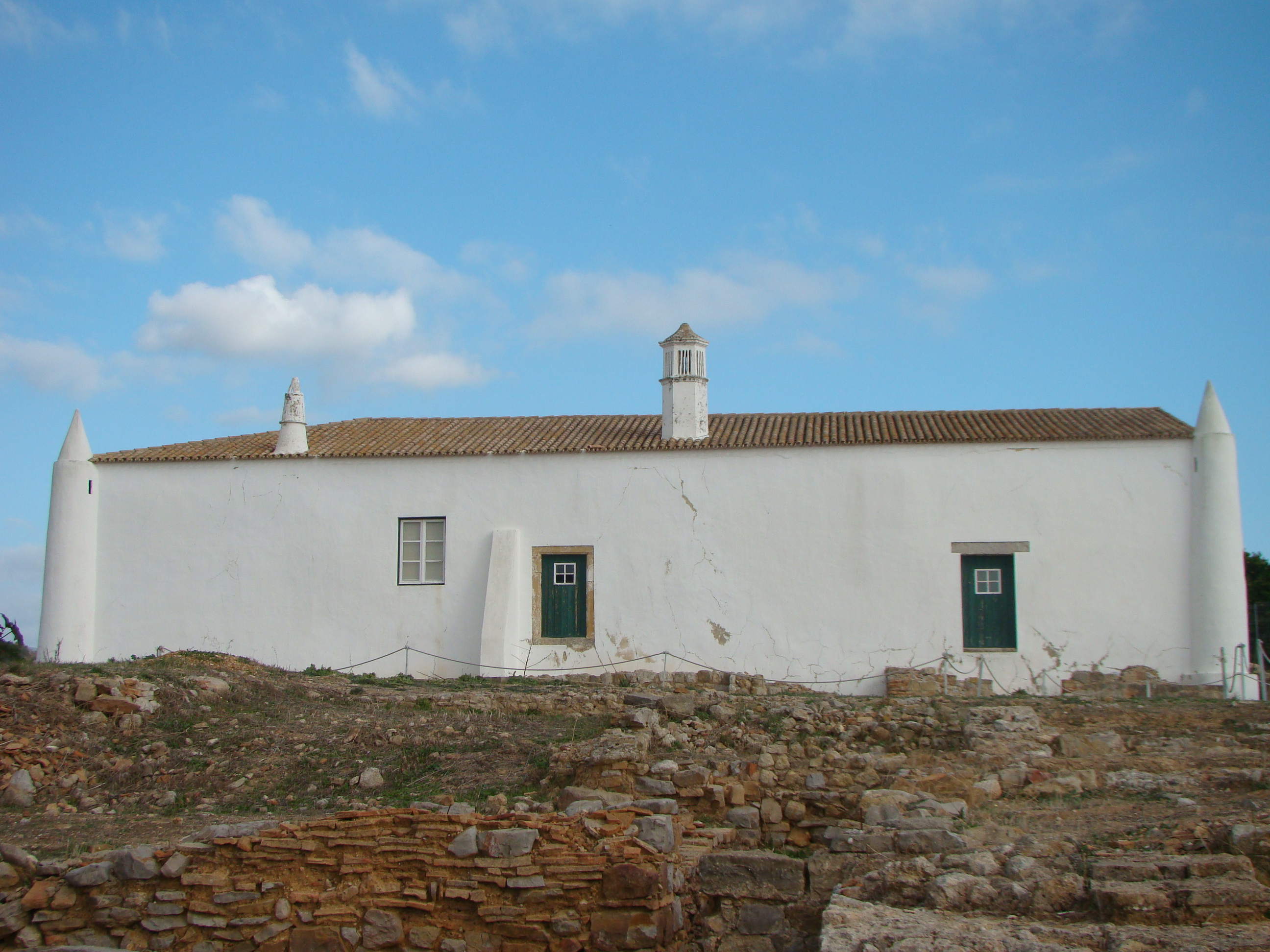
Casa rural em Milreu

### Ocupação posterior
A zona de Milreu foi ocupada logo após a Reconquista cristã do Algarve, como pode ser comprovado pelas várias moedas dos séculos XIII a XV encontradas no local. Durante a escavação do lagar romano, que foi parcialmente coberto pela casa rural, foram descobertos níveis de ocupação que indicam que no século XV já tinha sido construído um pequeno edifício, que foi a génese da casa rural, após sofrer vários processos de expansão.
O edifício apresenta um vão de porta em cantaria chanfrada, o que indica uma fundação durante a época quinhentista. A sua ocupação foi feita em pelo menos duas fases, tendo um novo piso sido construído em cima do anterior, provavelmente no século XIX. Foi também nesta altura que terão sido feitas as últimas modificações na casa, incluindo a construção das torres.[carece de fontes?]

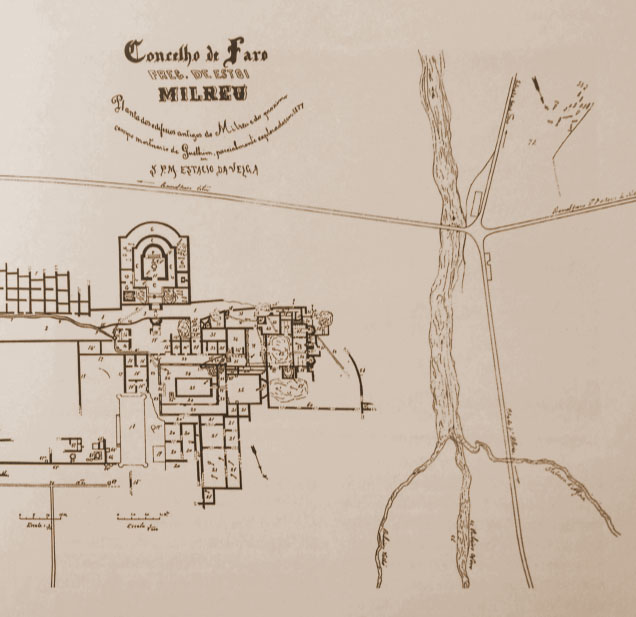
Planta arqueológica de Milreu, produzida em 1877 por Estácio da Veiga

### Redescoberta e primeiras escavações
A existência das ruínas de Milreu já era conhecida pelo menos desde o século XVI, tendo o historiador André de Resende avançado em 1570 com a hipótese que correspondiam à antiga cidade de Ossónoba, com base num texto do geógrafo muçulmano Al-Rasis, e devido à riqueza e grandes dimensões das ruínas, que indicavam a presença de um importante núcleo populacional romano. Em 1674, as ruínas de Milreu foram assinaladas no Catálogo dos Bispos do Algarve. No entanto, as primeiras escavações em Milreu só foram feitas em 1877 pelo arqueólogo Estácio da Veiga, um dos pioneiros da arqueologia na região do Algarve, tendo estas foi uma das primeiras explorações arqueológicas em larga escala no país. Estácio da Veiga publicou um mapa onde assinalou os restos dos edificios encontrados, incluindo as termas, as zonas habitacionais e as várias dependências agrícolas. Quando se iniciaram as escavações, descobriu-se que as ruínas ocupavam um área muito abrangente, estando o principal núcleo situado então no interior da Quinta do Milreu. Desde logo, as ruínas de Estói foram consideradas como o mais importante vestígio da época romana em território nacional, embora nessa altura ainda tenha permanecido a sua identificação errónea como sendo a cidade de Ossónoba, devido à presença do templo e das dimensões das termas, que sugeriam que a povoação romana tinha sido de grande importância. A maior parte dos artefactos encontrados, e alguns dos painéis de mosaicos foram preservados no Museu de Faro. Algumas das estruturas desapareceram desde as escavações originais ou foram novamente encobertas, como sucedeu com a zona Este do conjunto, onde se encontravam os edifícios agrícolas e a necrópole, que foram reaproveitados para plantações. A área a Norte do peristilo também foi novamente encoberta, para serem construídas estruturas agrícolas em cima. Ainda assim, é considerado um dos núcleos arqueológicos em melhor estado de conservação no Algarve. Devido ao grande número de achados no complexo, as ruínas de Milreu tornaram-se um dos mais importantes núcleos arqueológicos da cultura romana. No entanto, após as escavações iniciais, o local foi praticamente deixado ao abandono, e todos os vestígios não transferidos para outros locais foram pilhados. Alguns mosaicos não foram novamente encobertos após as escavações, levando à sua degradação pelo clima. Joaquim Botto considerou a situação de Milreu como um dos principais exemplos para a necessidade do governo criar um enquadramento legal para a protecção do património histórico e arqueológico, pelo que exortou o ministro Elvino de Brito a continuar os seus esforços neste sentido.

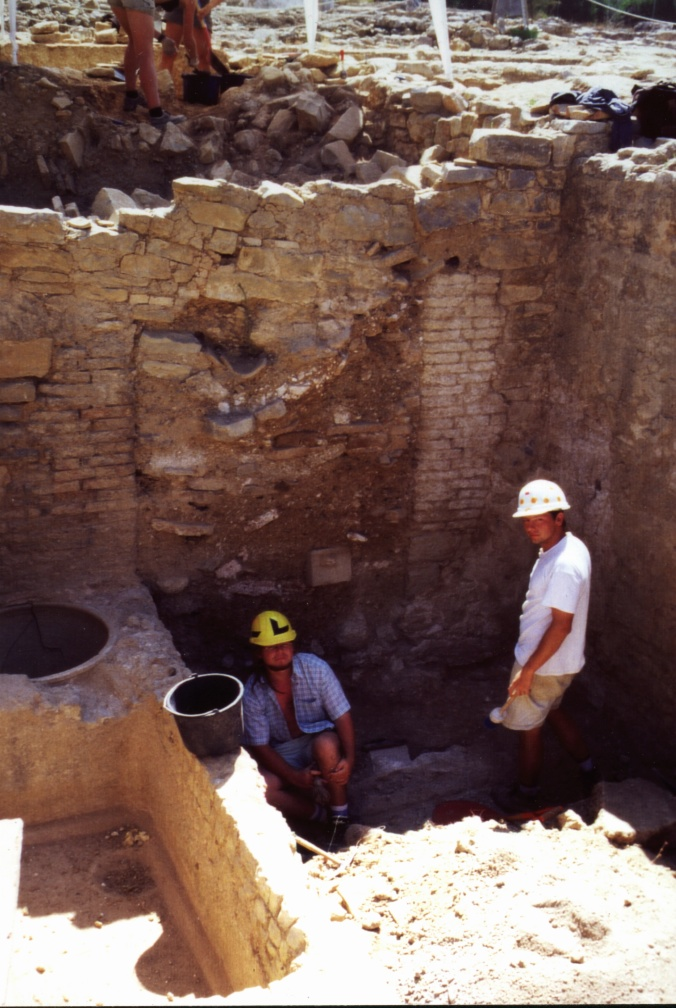
Escavações arqueológicas em Milreu, nos finais da década de 1990.

### Século XX
O complexo de Milreu ascendeu ao estatuto de Monumento Nacional em 1910. Um dos principais defensores das ruínas foi o escritor e jornalista Mário Lyster Franco, que divulgou a sua importância arqueológica em Portugal e no estrangeiro, tendo feito explorações arqueológicas em Milreu em 1941. Esta intervenção também incluiu a consolidação dos vestígios das construções, especialmente no templo romano, que apresentava provas claras de ter sofrido o efeito de vários terramotos. Em meados do século, a casa rural deixou de ser utilizada como habitação, tendo sido posteriormente adquirida pelo estado português e alvo de obras de restauro, e na mesma altura foram demolidas as estruturas agrícolas contemporâneas em cima das ruínas. Em 1952, o arqueólogo Abel Viana provou de forma definitiva que a antiga povoação de Ossónoba tinha estado situada no mesmo local do que a posterior cidade de Faro, embora nos anos 60 ainda existiam defensores que Ossónoba se situava nas ruínas de Milreu. Nessa década, as ruínas de Milreu já eram uma das principais atracções turísticas no Algarve. Também foram feitas obras de conservação, por iniciativa do Instituto Português do Património Cultural e do antigo director do Museu Arqueológico de Faro, Pinheiro e Rosa. No entanto, também esta intervenção como a Lyster Franco não contemplaram a zona a Norte do peristilo, uma vez que tinha sido novamente encoberta e ocupada por uma instalação agrícola. Em 1971, as ruínas voltaram a ser alvo de novas intervenções, incluindo escavações e preservação de mosaicos, que duraram até aos finais da década de 1990. Este programa foi organizado pelo Instituto Arqueológico Alemão, em parceria com a Faculdade de Arquitectura da Universidade de Lisboa e o Museu Monográfico de Conímbriga.
Em 1997, iniciou-se um novo ciclo de investigação em Milreu, dirigido principalmente pela Universidade de Frankfurt, em cooperação com as universidades de Jena, Budapeste e Galway, e o Instituto Português do Património Arquitectónico, e financiado pela Fundação Fritz Thyssen, sedeada em Colónia, na Alemanha. Estas investigações fizeram parte de um programa maior, que se debruçou sobre o estudo das villae romanas e o seu papel económico na antiga Lusitânia, até aos períodos cristão e islâmico. Inicialmente foram feitas apenas várias prospecções geofísicas na zona das ruínas, e em 1999 iniciaram-se as escavações, dirigidas por Felix Teichner, tendo sido analisados principalmente os estratos arqueológicos que se encontravam por debaixo dos pavimentos. Estas escavações permitiam encontrar estruturas datadas do século I por debaixo da casa romana, especialmente do peristilo, onde foi descoberto um armazém para grande contentores de barro (dolium). Os pavimentos em si foram alvo de obras de restauro e consolidação, tendo sido aplicados vários métodos nesse sentido. Nas salas a Norte do peristilo, os mosaicos apresentavam várias fissuras e depressões, tendo sido tratados no local, com a consolidação das bordas dos mosaicos, e a introdução de escoamentos nas áreas que apresentavam depressões. Este método, delineado pelo restaurador Carlos Beloto, que também foi responsável pelo tratamento dos pavimentos com peixes, nas oficinas de restauro em Conímbriga. Porém, esta solução necessita que a superfície seja continuamente limpa e impede a circulação em cima dos mosaicos, pelo que foi utilizado um outro sistema na galeria Norte do peristilo, que estava ricamente decorado com motivos marinhos. Desta forma, a argamassa original de assentamento dos mosaicos foi substituída por uma base de cimento, disposta numa série de placas, que depois de pronta já permitia a circulação dos visitantes.

### Século XXI

#### Década de 2000
Entre 2002 e 2003 foram feitas importantes escavações em Milreu, orientadas pelo arqueólogo Felix Teichner, e cujos resultados foram apontados numa tese de doutoramento publicada em 2008 na Alemanha. Felix Teichner é uma arqueólogo da Universidade de Marburgo, na Alemanha, tendo-se destacado pelos seus trabalhos de investigação nas ruínas romanas em vários pontos da região, incluindo no Cerro da Vila em Vilamoura, no Monte Molião em Lagos, e na Quinta da Abicada em Portimão. Outro arqueólogo que participou nas escavações de Milreu foi o professor alemão Theodor Hauschild, cujo primeiro trabalho em Portugal foi um estudo sobre as ruínas, onde destacou a importância do templo como exemplo da época romana tardia, da decoração da villa, e da colecção de bustos encontrados no local. Um dos arqueólogos portugueses a trabalhar em Milreu foi o professor João Pedro Bernardes da Universidade do Algarve, que em Abril de 2017 apresentou uma palestra onde explicou como a antiga vila romana, além de um elemento industrial, também foi uma forma de trazer a cultura das cidades até ao campo, como algo que tinha de ser domesticado e civilizado de forma a produzir riqueza.
Em 2003 também foram feitas grandes obras de restauro, tendo sido renovada a zona de entrada, instalado um centro de interpretação, reparados os caminhos de visita no interior do complexo, e concluídas as obras na casa quinhentista. Posteriormente foram feitas outras pequenas obras de conservação, que no entanto não foram suficientes para evitar a deterioração de alguns vestígios arqueológicos, principalmente mosaicos.

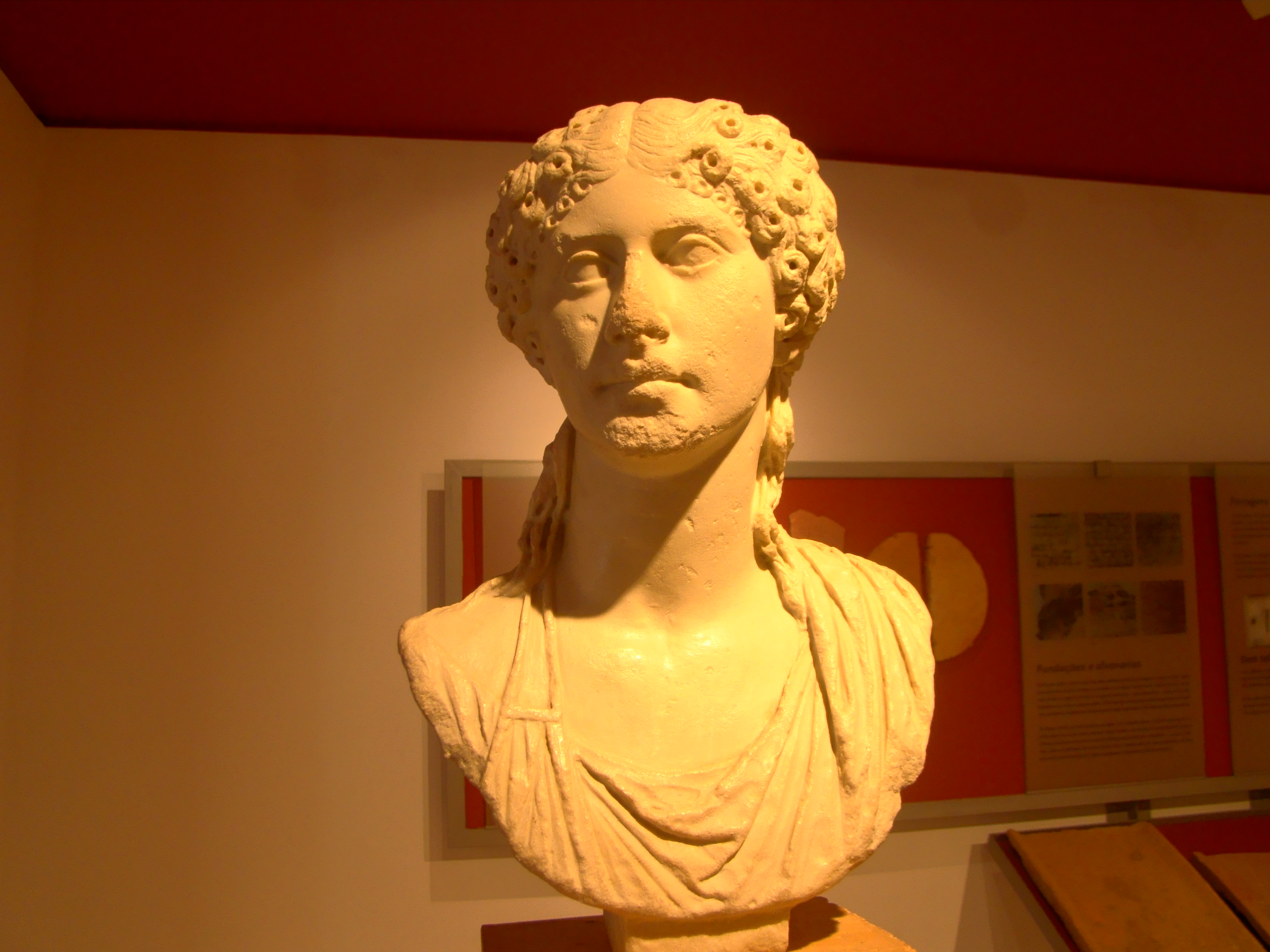
Busto de Agripina Menor na sala de exposições de Milreu, em 2017

#### Década de 2010
Na década de 2010 verificou-se um aumento no número de visitantes, que foram 12666 em 2013 e cerca de 16 mil em 2017. Entre 24 de Abril e 29 de Setembro de 2010, decorreu a exposição Pássaro em Terra em Milreu, com peças do ceramista e escultor René Berthol.

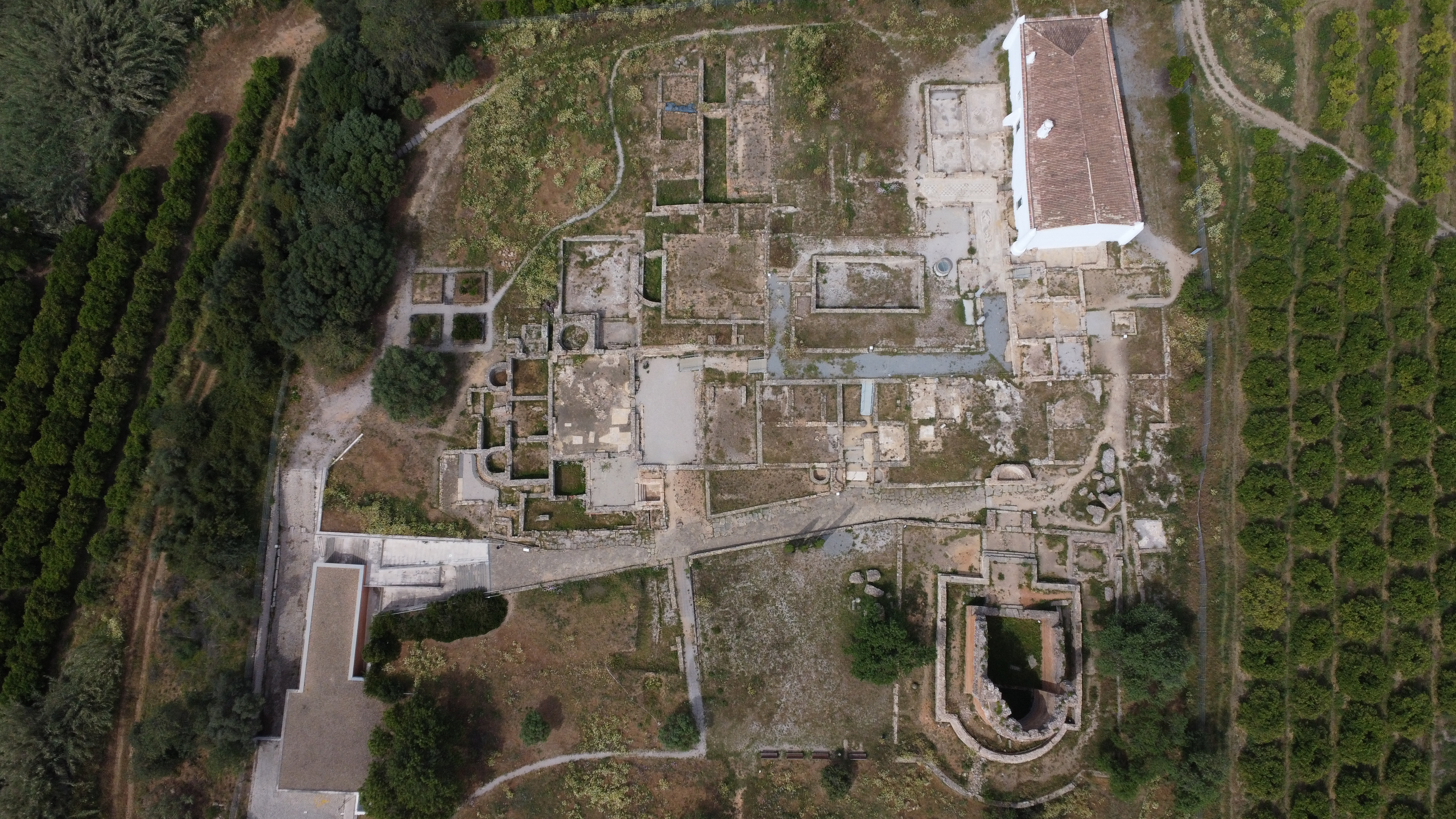
Vista aérea do sítio arqueológico de Milreu, em 2023.

Entre Junho e Julho de 2012, foi organizada em Milreu a exposição de escultura Do Magma às Estrelas, da artista Sara Navarro. Em 2013, as ruínas de Milreu foram um dos monumentos abrangidos pela série documental Escrito na Pedra da Rádio Televisão Portuguesa, onde foi feita uma reconstrução virtual da mansão e do templo, produzida por Paulo Fernandes da Universidade do Minho com as notas de Félix Teichner. Em 2014, a Direcção Regional de Cultura do Algarve, em cooperação com a empresa Exciting Space, criou a aplicação para telemóvel Milreu - StoryTrail, que consiste numa visita guiada às ruínas de Estói.
Em 19 de Abril de 2015, o Dia Internacional dos Monumentos foi assinalado em Milreu com um concerto da banda Al-Fanfare. Nesse mês, foi organizado o Dia Criativo em Milreu, onde crianças e adultos participaram em várias actividades artísticas, cujas criações foram reunidas na exposição O Dragão de Milreu, que se iniciou em 19 de Junho na casa rural. Entre 19 de Setembro de 2015 e 30 de Janeiro de 2016, as ruínas de Milreu acolheram a exposição de arte Ruínas, com fotografias de Sandro Resende e desenhos de Marum Nascimento. Em 27 de Setembro de 2015, o Centro de Ciência Viva do Algarve e a Associação Portuguesa de Museologia organizaram um banquete romano nas ruínas de Estói, onde foi feita uma prova de alimentos daquela época no antigo triclinium, explicados aos visitantes os métodos de produção, e identificadas algumas das espécies marinhas nos mosaicos.
Em 28 de Fevereiro de 2016, a Câmara Municipal de São Brás de Alportel organizou um passeio pedestre temático ao longo da Calçadinha de são Brás de Alportel, entre aquela vila e as ruínas de Milreu. Em 20 de Abril, as ruínas acolheram a palestra Fábulas nas Ruínas Romanas de Milreu, e no dia 28, a conferência A arte figurativa no Algarve romano. Em 11 de Novembro, teve lugar a peça teatral Quadros da Vida Romana, da Associação Cultural Música XXI, e no dia 22 desse mês foi organizada a sessão Conversas sobre a felicidade, destinada aos alunos de Estói.
Em 17 de Fevereiro de 2017, foi inaugurada a exposição de arte Unforeseeable, de Pedro Cabral Santo, na Casa Rural em Milreu. Em 27 de Abril desse ano, o professor João Pedro Bernardes apresentou a conferência Otium et Negotium nas villae da Lusitânia Romana, e em 18 de Junho a bióloga Rosena Aben-Athar Kipman fez a palestra Agripina, a jovem, e a família Júlio-Cláudia. Em 1 de Junho, teve lugar a conferência Hipácia de Alexandria na dramaturgia portuguesa, no dia 8 desse mês foi apresentada a palestra Diógenes Laércio e as vidas dos outros, e no dia 11 foi inaugurada a exposição temporária Glooobal Maps. Em Agosto, a freguesia de Estói foi candidata no concurso 7 Maravilhas Aldeias da Rádio Televisão Portuguesa, apresentando como um dos principais argumentos a presença das ruínas de Milreu. Em 22 de Setembro, iniciou-se a exposição Perspetivas 8º56´53.6”W / 37º00´03.3”N, com obras de artistas de vários países do mundo, e no dia 24 o Centro Ciência Viva do Algarve organizou um workshop, onde foram descritas aos visitantes várias facetas da vida durante o período romano, como a alimentação, maquilhagem e artes plásticas. Em 13 de Outubro, o Teatro Experimental de Lagos apresentou a peça infantil O Lobo Vermelho, e no dia 21 desse mês, a Associação Alçapão das Memórias e a Direção Regional de Cultura do Algarve fizeram um workshop sobre os mosaicos decorativos da época romana.
Em 2018, as escavações ainda não estavam completas, faltando ainda explorar várias zonas no interior das ruínas, e num terreno particular nas proximidades, onde se calcula que esteja ainda uma importante parte da villa romana. Na década de 1990 ainda foram feitas negociações para adquirir este terreno, que nunca chegaram a ser terminadas, pelo que nunca foram feitas análises aprofundadas naquela zona. Em 2 de Janeiro de 2018, uma delegação do Partido Comunista Português visitou as ruínas de Milreu, em conjunto com representantes da Direção Regional de Cultura do Algarve. Durante a visita, o partido criticou a falta de uma tradução portuguesa da tese publicada em 2008, o reduzido número de funcionários a trabalhar no local, e incitou o governo a concluir o processo para a aquisição do terreno. O Partido apontou igualmente vários problemas nos percursos de visita no interior das ruínas de Milreu, em especial a falta de acessos para deficientes, a sinalética e os painéis informativos, e nos conteúdos presentes na recepção aos visitantes. Nessa altura, apenas estavam a laborar dois assistentes técnicos, embora se tenha verificado que para o normal funcionamento do núcleo arqueológico, especialmente do centro de interpretação, seriam necessários pelo menos seis pessoas. Já se tinha iniciado o processo para a colocação de mais seis assistentes técnicos em Milreu, embora o Partido tenha criticado o recurso a empresas privadas para preencher estas posições, uma vez que não existiam profissionais suficientes deste tipo na Direção Regional de Cultura do Algarve.
Em 20 de Abril, a Direcção Regional de Cultura do Algarve realizou a palestra Temas da Antiguidade na música contemporânea em Milreu, evento que iniciou as comemorações do Dia dos Monumentos e Sítios no Algarve, e no dia 27 ocorreu uma conferência sobre as obras do escritor americano Steven Saylor, que publicou vários romances históricos ambientados no Império Romano. Em 8 e 15 de Maio, os alunos da Escola Poeta Emiliano da Costa em Estói participaram em duas jornadas de aprendizagem em Milreu, no âmbito do programa DiVaM 2018 – Dinamização e Valorização dos Monumentos, onde tiveram contacto com várias modalidades de artes plásticas, como pintura e escultura. Em 25 de Maio, foi realizada uma palestra sobre alimentação e saúde no complexo das ruínas de Milreu, evento que também este inserido no âmbito do programa DiVaM 2018. Em 26 de Maio, as ruínas de Milreu foram o palco do espectáculo multimédia Memori-Futur, parte do programa SONDA da associação Rizoma Lab, e em 30 de Maio foi apresentada a conferência A representação dos moinhos na literatura da Antiguidade. Em Setembro desse ano, foi organizado o espectáculo teatral Regresso ao Branco em Milreu, e um passeio temático de São Brás de Alportel até Milreu, integrado nas Jornadas Europeias do Património. Em 2 de Outubro, as ruínas de Estói acolheram o workshop Composições geométricas em esgrafito, para os utentes da Associação de Saúde Mental do Algarve. Nesse mês, a Direção Regional de Cultura do Algarve lançou a primeira fase de um programa para a conservação e restauro de um dos conjuntos de mosaicos na villa romana, de forma a garantir a sua preservação e melhorar a sua visibilidade. Esta obra tem uma duração prevista de cinco meses, tendo sido entregue à empresa Nova Conservação – Restauro e Conservação do Património Artístico e Cultural, Lda.

## Leitura recomendada
- O Algarve da antiguidade aos nossos dias: elementos para a sua história: O Algarve no mundo mediterrâneo antigo, as cidades como espaços políticos e culturais. Volume 1. Lisboa: Colibri. 1999
- Nós e os romanos: um dia na vila romana de Milreu: Estoi, Algarve. [S.l.]: Associação Portuguesa de Museologia
- Noventa séculos entre a serra e o mar. Lisboa: Instituto Português do Património Arquitectónico. 1997
- BERNARDES, João Pedro (2006). «O peristilo da villa romana de Milreu: novas interpretações». Promontoria: revista do Departamento de História, Arqueologia e Património da Universidade do Algarve. Ano 4 (4). Lisboa: Universidade do Algarve. p. 127–160. ISSN 1645-8052
- BERNARDES, João Pedro (2006). «Faro romana: Ossonoba e Milreu». Monumentos: revista semestral de edifícios e monumentos (24). p. 12–31. ISSN 0872-8747
- FRANCO, Mário Lyster. As ruínas romanas de Milreu e os últimos trabalhos nelas realizados por intermédio da Direcção Geral dos Edifícios e Monumentos Nacionais: Comunicação apresentada ao Congresso Luso-Espanhol Luso-Espanhol para o progresso das Ciências, reúnido no Pôrto em 1942. [S.l.: s.n.]
- GRAEN, Dennis (2005). «Os mosaicos do "santuário" de Milreu, Estói (Algarve), no contexto de uma nova interpretação» (PDF). O Arqueólogo Português. Série IV (Volume 23). p. 367 - 415. ISSN 0870-094X. Consultado em 5 de Outubro de 2021
- HAUSCHILD, Theodor (1980). Milreu / Estoi (Algarve), Untersuchungen neben der taufpiscina und sondagen in der villa – Kampagnen 1971 und 1979 (em alemão). Heidelberg, Mitteilungen 21: Madrider, F. H. Kerle, Verlag
- HAUSCHILD, Theodor (1984). «A Villa Romana de Milreu, Estoi, (Algarve)». Arqueologia (9). Porto. p. 94–104
- HAUSCHILD, Theodor (1984–1988). «O edifício de Culto do complexo de ruínas romanas perto de Estoi, na província da Lusitânia». Arqueologia e História. Série X, Vol. I/II (1)
- HAUSCHILD, Theodor (1971). «Dois bustos Romanos de Milreu: Estoi». Anais do Município de Faro (3). Traduzido por GOMES, Elviro Rocha. p. 241–250
- LANCHA, Janine; OLIVEIRA, C. (2013). Corpus dos mosaicos romanos em Portugal = Corpus des Mosaiques romaines du Portugal: II Conventus Pacencis: 2 Algarve Este. Faro: Universidade do Algarve
- LAMEIRA, Francisco I. C. (1995). Faro Edificações Notáveis. Faro: Câmara Municipal de Faro
- MOURÃO, Cátia (2008). «MIRABILIA AQVARVM – Motivos aquáticos em mosaicos antigos de Portugal ‐ Decorativismo e Simbolismo (Actas do I Ciclo de Palestras Internacional sobre Arquitectura, Mosaicos e Sociedade da Antiguidade Tardia e Bizantina a Ocidente e Oriente. Estudos e Planos de Salvaguarda». Revista de História da Arte (6). Lisboa: Instituto de História da Arte, Faculdade de Ciências Sociais e Humanas, Universidade Nova de Lisboa, dir. M. Justino MACIEL e Raquel Henriques da SILVA. p. 115–131
- PEDROSO, Rui Nunes (2005). «Pintura mural Luso-Romana». O Arqueólogo Português. Série IV, vol. 23. p. 321 - 366. ISSN 0870-094X
- ROSA, José António Pinheiro e (1974). Roteiro das Ruínas de Milreu. Faro: Tipografia União
- ROSA, José António Pinheiro e (1969). «O passado, o presente e o futuro das ruínas do Milreu». Anais do Município de Faro (1). p. 65–96
- SÁ, Maria Cristina Moreira de (1959). Mosaicos Romanos de Portugal (Tese de Dissertação de Licenciatura em História). Lisboa: Faculdade de Letras de Lisboa da Universidade de Lisboa
- SANTOS, Maria Luísa Estácio da Veiga Afonso dos (1971). Arqueologia Romana do Algarve: (Subsídios) (Tese de Dissertação para a Licenciatura em Ciências Históricas apresentada à Faculdade de Letras de Lisboa). 2 Volumes. Lisboa: Associação dos Arqueólogos Portugueses
- SIDARUS, Adel; TEICHNER, Felix (1997). «Termas romanas no Gharb Al-Ândalus: as inscrições árabes de Milreu (Estoi)». Arqueologia medieval (5). Porto: Afrontamento. p. 177 - 189. ISSN 0872-2250